# Tula

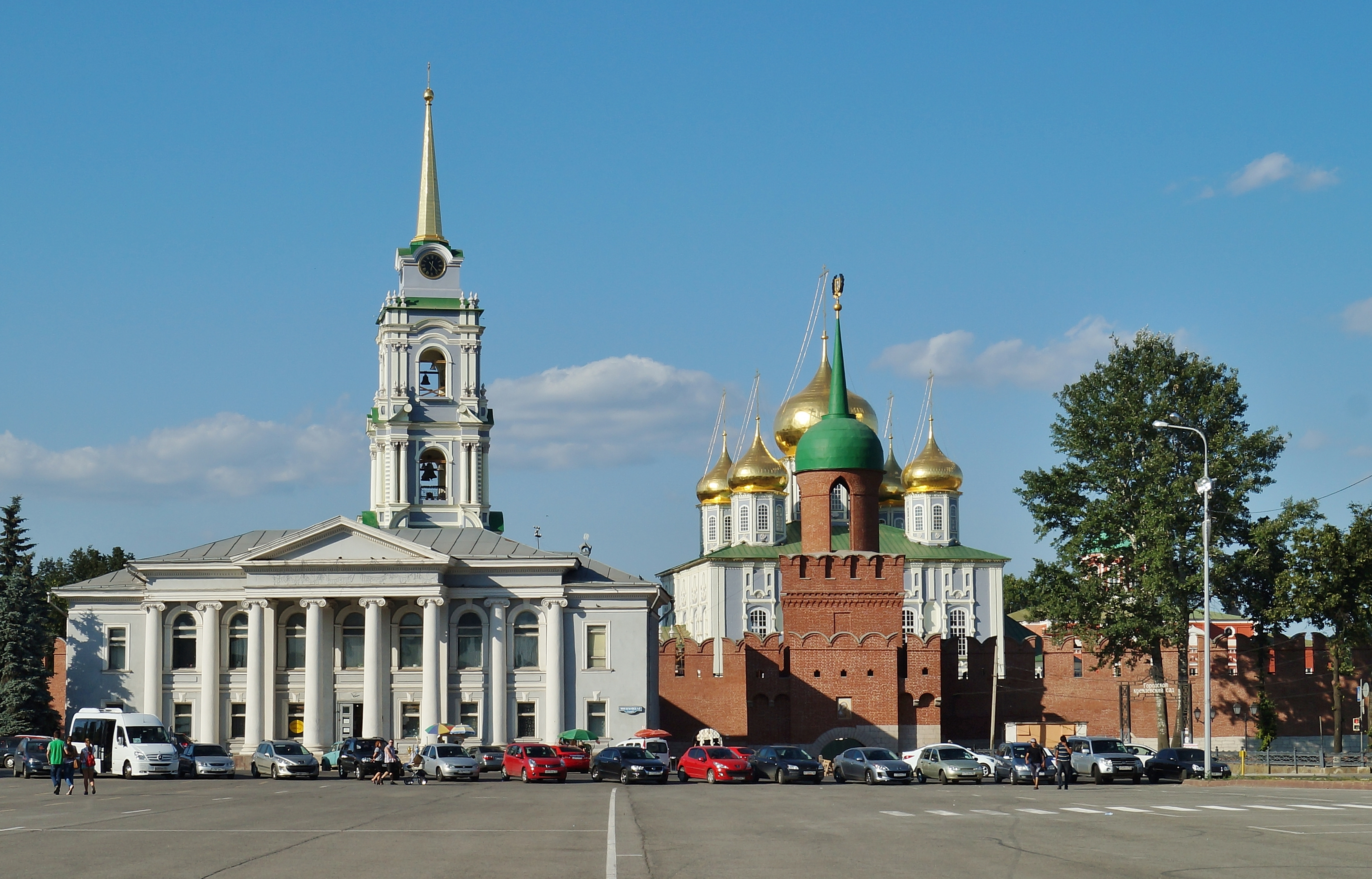
Tulaer Kreml

Tula (russisch Ту́ла) ist eine Großstadt mit 461.692 Einwohnern (Stand 2024) in Russland. Sie ist Verwaltungszentrum der Oblast Tula im Föderationskreis Zentralrussland und liegt knapp 200 km südlich von Moskau. Heute ist Tula mit seinem fast 300 Jahre alten Waffenwerk und anderen Fabriken eine bedeutende Industriestadt und eines der Zentren der russischen Rüstungsindustrie. Zudem weist die Stadt eine über 850-jährige Geschichte auf und ist mit zahlreichen historischen Bauwerken, darunter dem Tulaer Kreml aus dem frühen 16. Jahrhundert, ein bedeutendes Touristenziel.

## Geografie

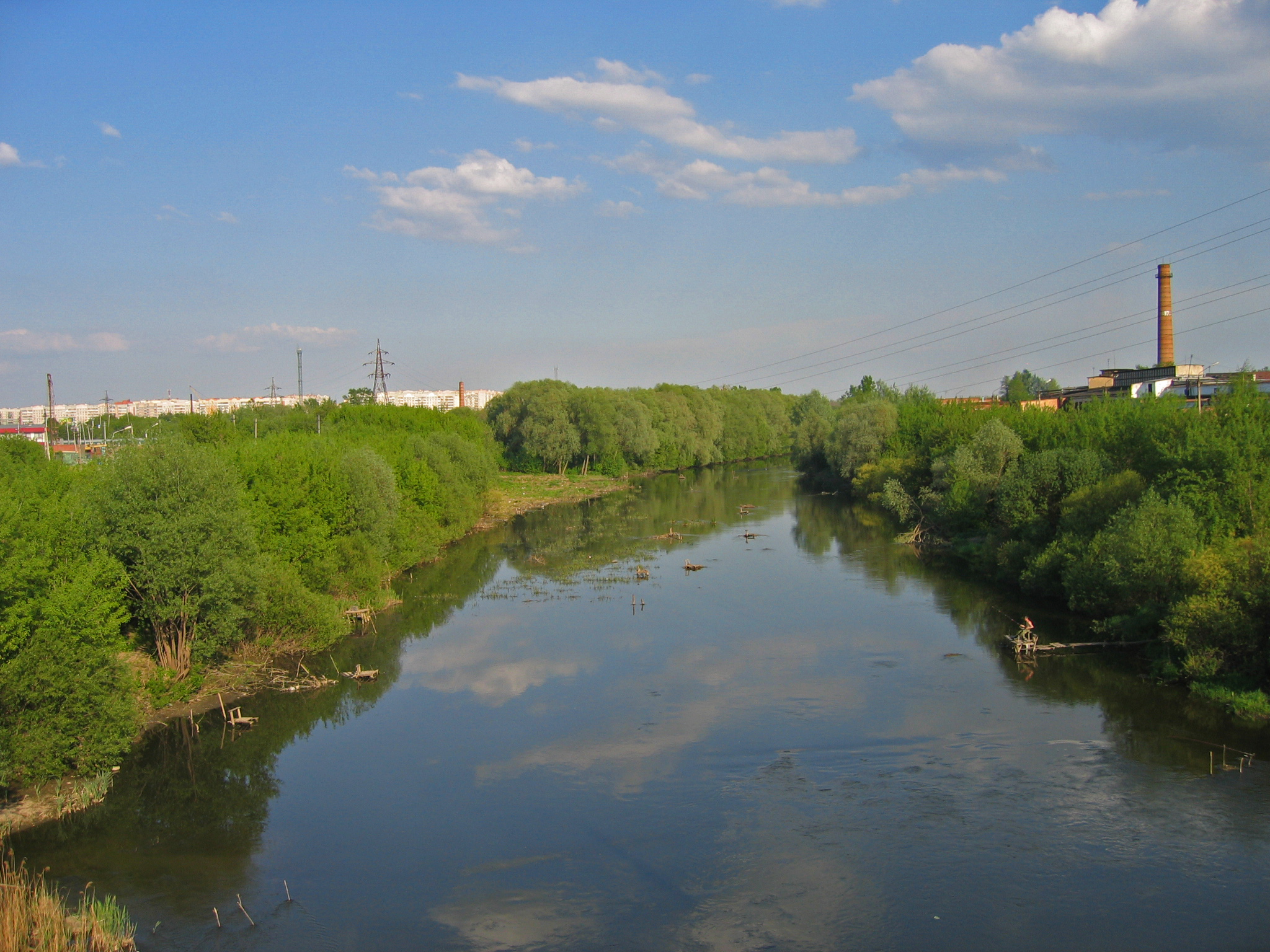
Der Upa-Fluss in Tula

### Lage
Tula befindet sich 193 Kilometer südlich von Moskau. Die Stadt ist Verwaltungszentrum der Oblast Tula, einer der 47 Oblaste der Russischen Föderation. Diese erstreckt sich über rund 200 km von Nord nach Süd und 190 km von West nach Ost und grenzt an die Oblaste Moskau, Rjasan, Lipezk, Orjol und Kaluga.
Die Stadt Tula liegt an beiden Ufern des Flusses Upa, eines 345 km langen rechten Nebenflusses der Oka (Flusssystem der Wolga), auf einer Höhe von rund 150 bis 170 Metern über dem Meeresspiegel. Sie ist die mit Abstand größte Stadt der Oblast und neben Nowomoskowsk eine von ihren zwei Großstädten. Die beiden Tula am nächsten gelegenen Städte sind Bolochowo (18 km südöstlich von Tula) und Schtschokino (23 km südlich).

### Stadtgliederung
Wie es bei vielen russischen Städten seit den Gebietsreformen der Sowjetzeit der Fall ist, gliedert sich auch Tula in sogenannte Stadtrajons auf, also Stadtteile, die meist nicht den historischen Ortsteilen oder Dörfern entsprechen, sondern vorwiegend unter geografischen oder verwaltungstechnischen Gesichtspunkten gebildet wurden. Das Tulaer Stadtgebiet besteht aus fünf solcher Rajons mit einer Bevölkerung von jeweils etwa 70.000 bis 150.000 Einwohnern. Der Zentralny- und der Sowetski-Rajon umfassen vor allem das Stadtzentrum, der Saretschenski-Rajon die Nordstadt, zum Proletarski-Rajon gehören die Wohngebiete am rechten Upa-Ufer, und der Priwoksalny-Rajon liegt westlich der Eisenbahnstrecke nach Moskau.
Die Bevölkerungszahlen der fünf Stadtrajons Tulas sind in der folgenden Tabelle dargestellt.
| Stadtrajon (Gorodskoi Rajon) | Russischer Name | Einwohner 1. Januar 2010 | Bemerkung                          |
| ---------------------------- | --------------- | ------------------------ | ---------------------------------- |
| Priwoksalny                  | Привокзальный   | 78.746                   | Name bedeutet am Bahnhof           |
| Proletarski                  | Пролетарский    | 156.479                  | Name bedeutet Proletarischer Rajon |
| Saretschenski                | Зареченский     | 95.570                   | Name bedeutet hinter dem Fluss     |
| Sowetski                     | Советский       | 73.002                   | Name bedeutet Sowjetischer Rajon   |
| Zentralny                    | Центральный     | 97.332                   | Name bedeutet Zentralrajon         |

### Natur und Rohstoffe
Tula liegt im nordöstlichen Teil der Mittelrussischen Platte an den nördlichen Ausläufern der insbesondere für Südrussland typischen Steppenlandschaft. Aus diesem Grund weist die Umgebung der Stadt, im Vergleich etwa zur Oblast Moskau, nur relativ geringe Waldflächen auf. Bei den vorhandenen Wäldern handelt es sich vor allem um Laubwald mit einer besonders weiten Verbreitung von Eichen, Birken und Ahornen. Größere Waldflächen auf dem Tulaer Stadtgebiet finden sich nordöstlich und nordwestlich des Stadtkerns, außerdem unmittelbar hinter den südlichen Stadtgrenzen, wo bis heute Reste des Schutzwalls aus dem 16. und 17. Jahrhundert verlaufen (siehe dazu auch den Abschnitt Geschichte).
Die Oblast Tula ist relativ arm an Bodenschätzen. Zu ihren wichtigsten Rohstoffen gehört vor allem die Braunkohle, die südlich und südöstlich von Tula seit Mitte des 19. Jahrhunderts abgebaut wird. Außerdem gibt es Lagerstätten des Eisen- und des Strontium-Erzes, des Torfs, des Tons und des Kalksteins.

### Klima
Die Stadt Tula und ihre Umgebung weisen ein gemäßigtes Kontinentalklima auf. Die mittlere Jahrestemperatur beträgt in der Stadt 5,2 °C und die Jahresniederschlagsmenge 601 Millimeter. Der Januar ist mit einer Durchschnittstemperatur von −6 °C am Tag und −12,6 °C in der Nacht der kälteste Monat des Jahres, der wärmste ist der August mit 22,4 °C bzw. 11,6 °C. Dieser weist im Mittel auch die höchste Niederschlagsmenge mit 86 mm, wohingegen der entsprechende Wert für Februar nur 30 mm beträgt.
Wie es bei allen anderen zentralrussischen Gebieten der Fall ist, ist auch für Tula und Umgebung ein für europäische Verhältnisse recht kalter und schneereicher, aber auch trockener Winter und ein gemäßigt warmer, sonniger Sommer typisch. Zwar fällt im Winter die Temperatur nicht selten unter −20 °C, allerdings ist dabei – aufgrund der meist trockenen Luft und mäßigen Windes – der Windchill-Faktor relativ niedrig, die gefühlte Temperatur ist also höher als die tatsächliche.
Die folgende Tabelle zeigt eine tabellarische und grafische Übersicht der monatlichen Höchst- und Tiefsttemperaturen sowie Niederschlagsmengen für das Stadtgebiet Tula.
|                       | Jan   | Feb   | Mär  | Apr  | Mai  | Jun  | Jul  | Aug  | Sep  | Okt | Nov  | Dez  |   |     |
| Mittl. Tagesmax. (°C) | −6,0  | −4,5  | 0,7  | 10,6 | 19,2 | 22,3 | 23,6 | 22,4 | 16,5 | 9,2 | 1,4  | −3,1 | ⌀ | 9,4 |
| Mittl. Tagesmin. (°C) | −12,6 | −12,0 | −6,4 | 1,9  | 7,6  | 11,3 | 13,2 | 11,6 | 6,9  | 2,0 | −3,5 | −8,8 | ⌀ | 1   |
|                       |       |       |      |      |      |      |      |      |      |     |      |      |   |     |
| Niederschlag (mm)     | 36    | 30    | 31   | 41   | 46   | 73   | 86   | 65   | 55   | 46  | 46   | 46   | Σ | 601 |
|                       |       |       |      |      |      |      |      |      |      |     |      |      |   |     |
| Regentage (d)         | 8     | 7     | 8    | 8    | 8    | 9    | 10   | 9    | 8    | 9   | 10   | 11   | Σ | 105 |

| −12,6 |

| −12,0 |

| −6,4 |

| 1,9 |

| 7,6 |

| 11,3 |

| 13,2 |

| 11,6 |

| 6,9 |

| 2,0 |

| −3,5 |

| −8,8 |

| −12,6 |

| −12,0 |

| −6,4 |

| 1,9 |

| 7,6 |

| 11,3 |

| 13,2 |

| 11,6 |

| 6,9 |

| 2,0 |

| −3,5 |

| −8,8 |

## Geschichte

### Die Anfänge
Die erste urkundliche Erwähnung Tulas stammt aus einer Chronik des Jahres 1146. Spätestens zu dieser Zeit existierten die ersten Ansiedlungen an der Mündung des Flüsschens Tuliza in die Upa, also nahe dem heutigen historischen Stadtkern. Die genaue Namensherkunft der Tuliza, von der auch der Stadtname abstammt, ist bis heute unbekannt, dürfte aber altostslawischen Ursprungs sein. Im Jahr 1382, während der mongolischen Invasion in Russland, fand Tula erneute schriftliche Erwähnung, diesmal in einer Urkunde des Moskauer Großfürsten Dmitri Donskoi. Dort wird Tula als Residenz der Ehefrau des tatarischen Khans Dschani Beg genannt.
Nach dem Sieg Dmitri Donskois über die mongolischen Invasoren in der Kulikowoer Schlacht 1380 gehörte Tula und die umliegende Gegend gut ein Jahrhundert lang zum Rjasaner Fürstentum, bis sie im Jahre 1503 vom Großfürstentum Moskau erobert und dessen Teil wurden. Die genaue geschichtliche Entwicklung der Stadt vor dieser Zeit ist nur sehr lückenhaft überliefert worden. Bekannt ist aber, dass in Tula bereits seit dem 14. Jahrhundert Handwerk und Handel eine bedeutende Rolle gespielt hatten.

### Tula wird zur Festungsstadt
Nach dem Anschluss Tulas an Moskau 1503 wurde die Stadt aufgrund ihrer Lage nahe den südlichen Grenzen des Großfürstentums zu einem dessen südlicher Vorposten. Aus diesem Grund beschloss der damalige Großfürst Wassili III., die Stadt zu einer Festung auszubauen, die Moskau vor Angriffen aus dem Süden schützen konnte. Hierfür wurde südlich der Stadt ein Waldstreifen als Verteidigungsanlage angelegt. Die Bäume in diesem rund vier Kilometer breiten Streifen waren vor Einschlag geschützt und konnten im Angriffsfall in Richtung Süden gefällt werden. Dieser undurchdringliche Holzwall als Teil der sogenannten Verhaulinie sollte unter anderem dabei helfen, die auf dem Pferde starken Krieger der Krimtataren abzuwehren. Die Reste dieses Waldes, der sich ursprünglich über 400 km Länge an der südlichen russischen Grenze entlang erstreckte, können noch heute auf Luftbildern der Region erkannt werden.

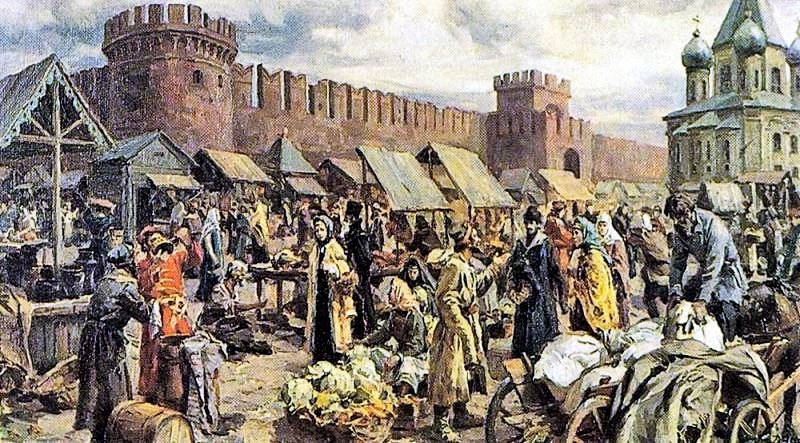
Ein Marktplatz vor den Mauern des Tulaer Kremls, 17. Jahrhundert

Darüber hinaus wurde, um den Stadtkern zusätzlich vor möglichen Angriffen zu schützen, 1509 mit der Errichtung eines für altrussische Grenzstädte typischen Kremls begonnen, also einer von steinerner Mauer mit Wachtürmen umgebenen Festungsanlage. Der so entstandene und bis heute erhaltene Tulaer Kreml am linken Upa-Ufer gegenüber der Tuliza-Mündung wurde 1520 fertiggestellt und galt mit seiner bis zu 3,2 Meter dicken Mauer und neun Wachtürmen aus rotem Backstein zu jener Zeit als eine der sichersten und architektonisch aufwändigsten Festungen auf dem Gebiet des Moskauer Großfürstentums. Bereits 1552 konnte die Stadt den Angriff durch das Heer des krimtatarischen Khans Devlet I. Giray erfolgreich abwehren. 1607 diente der Kreml dem Heer des Bauernaufstandsanführers Iwan Bolotnikow vier Monate lang als Zufluchtsstätte. Nur durch eine künstliche Stauung der Upa mit einer Dammkonstruktion aus Sandsäcken, die zu einer Überschwemmung des Kremlgeländes führte, gelang es der Armee des Zaren Wassili IV. schließlich, die Aufständischen in die Knie zu zwingen.
Gegen Ende des 16. Jahrhunderts begann sich in Tula, vor allem aufgrund des reichen Eisenerzvorkommens in der Umgebung der Stadt, das Metallverarbeitungshandwerk zu entwickeln. Die Tulaer Eisenschmiede produzierten aus dem Eisen Alltagsgegenstände und Gewehre, die aufgrund ihrer vorzüglichen Qualität schnell in ganz Russland bekannt wurden. 1595 gründeten die Eisenschmiede nahe der Stadt eigens eine Handwerkersiedlung, in der von da an verschiedenste Eisenwaren – von kleinen Alltagsgegenständen über landwirtschaftliche Geräte bis hin zu Klingen- und Schusswaffen – hergestellt wurden. Zugleich wurden die Tulaer Schmiede per Zarenerlass Fjodors des I. zu einer privilegierten Zunft erhoben, die Steuerfreiheit und Unabhängigkeit von örtlichen Machtstrukturen genießen konnte. Dies gilt zusammen mit der Gründung der Eisenschmiedsiedlung als Geburtsstunde der Tulaer Rüstungsindustrie.
Im Laufe des 17. Jahrhunderts entstanden an den Ufern der Tuliza mehrere Eisengießereien, was den Ruf der Stadt als Zentrum der russischen Eisenverarbeitung untermauerte. Einer der bekanntesten Tulaer Eisenschmiede jener Zeit war Nikita Demidow (1656–1725), der 1696 nahe der Stadt eine große, vom künstlich gestauten Wasser der Tuliza angetriebene Eisengießerei gründete und während des Krieges gegen Schweden die Armee des Zaren Peter I. mit dort hergestellten Gewehren und Kanonen belieferte. Da Peter die hohe Qualität der Demidowschen Waffen zu schätzen wusste, überließ er ihm 1702 ausgedehnte Grundstücke im Ural für die Errichtung neuer Waffenfabriken. Demidow ließ daraufhin dort seine Produktionsstätten bauen, was ihn zu einem der reichsten Industriellen des 18. Jahrhunderts machte und die Industrialisierung der Ural-Region einleitete.

### Entwicklung der Industrie ab dem 18. Jahrhundert
Nachdem sich der inzwischen zum Zarentum Russland expandierte Moskauer Staat im Laufe des 17. Jahrhunderts auch Richtung Süden ausdehnte, verlor Tula allmählich seine Bedeutung als Grenz- und Festungsstadt. Gleichzeitig stieg seine wirtschaftliche Rolle innerhalb Russlands immer weiter an. Neben Nikita Demidow sorgten mehrere weitere Tulaer Industriellenfamilien aus der Zunft der Eisenschmiede für die Expansion der russischen Waffenindustrie. Da Peter der Große spätestens seit dem Krieg gegen Schweden um die große strategische Bedeutung des Tulaer Metallhandwerks wusste, erließ er am 15. Februar 1712 einen Sonder-Ukas für den Bau einer großen Waffenfabrik nahe der Tulaer Eisenschmiedsiedlung. Dieser Tag gilt bis heute als das Gründungsdatum des Tulaer Waffenwerks, das bis heute in unmittelbarer Nähe des Kremls beheimatet ist und zu den bekanntesten russischen Waffenherstellern zählt. Die neu gegründete Fabrik wurde mit für die damalige Zeit modernsten Anlagen ausgerüstet und produzierte bereits im Jahre 1720 rund 22.000 Gewehre für die Kaiserliche Russische Armee. Besonders hohe Produktionszahlen wies die Fabrik in Kriegszeiten auf – so unter anderem während der Russisch-Osmanischen Kriege, des Vaterländischen Kriegs 1812, des Russisch-Japanischen Kriegs 1904–1905 sowie des Ersten und des Zweiten Weltkriegs. Auch das Repetiergewehr Mosin-Nagant wurde 1891 erstmals in der Tulaer Waffenfabrik hergestellt.
Neben der Rüstungsindustrie entwickelte sich im Tula des 18. Jahrhunderts auch die zivile Eisenverarbeitung in hohem Maße. In den Manufakturen der Eisenschmiedesiedlung wurde unter anderem qualitativ hochwertiger Haushaltsbedarf, landwirtschaftliche Erzeugnisse und kleinere Alltagsgegenstände produziert, die weit über die Stadtgrenzen Tulas hinaus exportiert wurden. Die gute Handwerksleistung der Tulaer Schmiede wurde später im Roman des bedeutenden russischen Schriftstellers Nikolai Leskow Der stählerne Floh (1881) gewürdigt.
1778 schlug mit der Gründung einer Manufaktur am rechten Upa-Ufer die Geburtsstunde des Tulaer Samowars, der im Laufe der folgenden Jahrzehnte zu einem weiteren Exportschlager der Stadt avancierte. Gegründet wurde die Fabrik von den Brüdern Iwan und Nasar Lissizyn, deren Vater Eisenschmied war und eine eigene Werkstatt für die Kupferverarbeitung betrieben hatte. Die Lissizyns produzierten Samoware in verschiedenen Formen und Variationen und verkauften sie bald auch über die Stadtgrenzen hinaus. Das lukrative Samowargeschäft fand in Tula schnell Nachahmer, so dass es 1808 in der Stadt bereits acht Samowarfabriken gab. Neben der Lissizynschen Fabrik genoss unter anderem die 1812 gegründete Fabrik des Kaufmanns Wassili Lomow einen guten Ruf, die in den 1820er-Jahren bis zu 1200 Samoware jährlich herstellte. Im Laufe des 19. Jahrhunderts etablierte sich die Tulaer Samowarproduktion russlandweit so fest, dass sogar ein bis heute gängiges Sprichwort „mit eigenem Samowar nach Tula fahren“ entstand, das sinngemäß der deutschen Redewendung „eine Eule nach Athen tragen“ – also etwas Überflüssiges tun – entspricht.
Mit der Industrialisierung entwickelte sich in Tula zusätzlich die Produktion von Akkordeons, in Russland auch Garmon genannt. Eine größere Bekanntheit erlangten die Tulaer Akkordeons ab 1870, nachdem Nikolai Beloborodow (1828–1912), ein Tulaer Meister des Akkordeonhandwerks, eine dreireihige chromatische Harmonika entwickelte. Nicht genau bekannt ist das Entstehungsdatum der Tulaer Prjaniki, also der russischen Variante der Lebkuchen, die laut einer schriftlichen Überlieferung bereits Ende des 17. Jahrhunderts in Tula gebacken wurden und bis heute Tulas wohl bekannteste kulinarische Spezialität darstellen. Zusammen mit der Metallverarbeitung – sowohl für den militärischen als auch für den zivilen Bedarf – prägte die Herstellung von Samowaren, Akkordeons und Backwaren das wirtschaftliche Leben Tulas im 19. Jahrhundert maßgeblich, während andere Handwerke nur eine unbedeutende Rolle spielten.

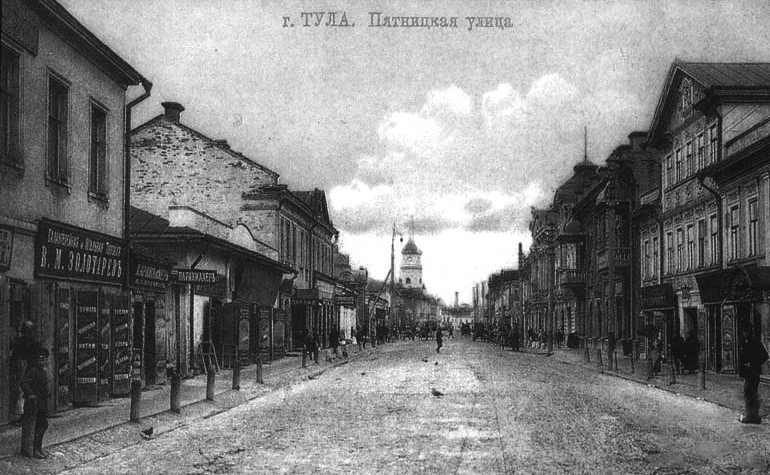
Die Pjatnizkaja-Straße (heute: Uliza Metallistow) im historischen Zentrum Tulas, 19. Jahrhundert

Im Zuge der Verwaltungsreform durch die Zarin Katharina die Große Ende des 18. Jahrhunderts wurde Tula 1777 zur Hauptstadt einer Provinz, welche 1797 in Gouvernement Tula umbenannt wurde. Dies steigerte die Bedeutung der Stadt und beschleunigte den Ausbau ihrer Infrastruktur: Es entstanden in Tula erstmals ein Theater (1777), eine Druckerei (1784), eine Schule (1786) und eine öffentliche Bibliothek (1830). Im weiteren Verlauf des 19. Jahrhunderts setzte sich der wirtschaftliche Aufschwung der Gouvernementhauptstadt unvermindert fort: Zu Kriegszeiten spielte die Rüstungsindustrie die Schlüsselrolle im wirtschaftlichen Leben Tulas, zu Friedenszeiten sorgte die Produktion von Samowaren, Eisenerzeugnissen und Akkordeons für den Wohlstand der Stadt und der umliegenden Region. Im Jahre 1868 erhielt Tula mit der Verlegung der Eisenbahnstrecke Moskau–Kursk einen Bahnanschluss und mit dem Moskauer Bahnhof den bis heute wichtigsten Bahnhof der Stadt. Anfang des 20. Jahrhunderts gab es in Tula bereits knapp 80 Schulen und drei öffentliche Bibliotheken. Gegen 1914, zu Beginn des Ersten Weltkriegs, erreichte die wirtschaftliche Entwicklung Tulas ihren vorläufigen Höhepunkt: Allein die Samowarproduktion belief sich auf über 600.000 Stück jährlich.

### Von der Oktoberrevolution bis heute
Wie viele russische Großstädte, wurde Tula Anfang des 20. Jahrhunderts von einer Welle von Arbeiterstreiks und Aufständen erfasst, von denen auch die Waffenfabrik nicht ausgenommen blieb. 1901 wurde in Tula ein Ortskomitee der Sozialdemokratischen Arbeiterpartei Russlands (SDAPR) gegründet, womit die Stadt zu einem der Zentren der russischen revolutionären Bewegung wurde. Am 20. Dezember 1917, gut einen Monat nach der Oktoberrevolution, wurde in Tula die Sowjetmacht ausgerufen. Während des Russischen Bürgerkriegs 1918–1922 spielte die Tulaer Waffenfabrik eine führende Rolle in der Aufrüstung der Roten Armee.
Nach dem Ende des Bürgerkriegs erlebte Tula in den späten 1920er- und in den 1930er-Jahren erneut einen wirtschaftlichen Aufschwung. So wurde 1927 das Konstruktionsbüro für Gerätebau gegründet, ursprünglich eine Abteilung des Waffenwerks zur Entwicklung von Kleinwaffen, mittlerweile ein führendes russisches Schusswaffenentwicklungsunternehmen. In den 1930er-Jahren entstanden in Tula außerdem zwei Universitäten – die Staatliche Universität Tula und die Pädagogische Leo-Tolstoi-Universität. In der RSFSR der Sowjetunion wurde Tula nach Auflösung des Gouvernements Tula 1929 zunächst in die Oblast Moskau eingegliedert. Als 1937 mit der Oblast Tula eine eigenständige Verwaltungseinheit gegründet wurde, erhielt Tula den Status einer Gebietshauptstadt und ist seitdem Verwaltungszentrum dieser Oblast.

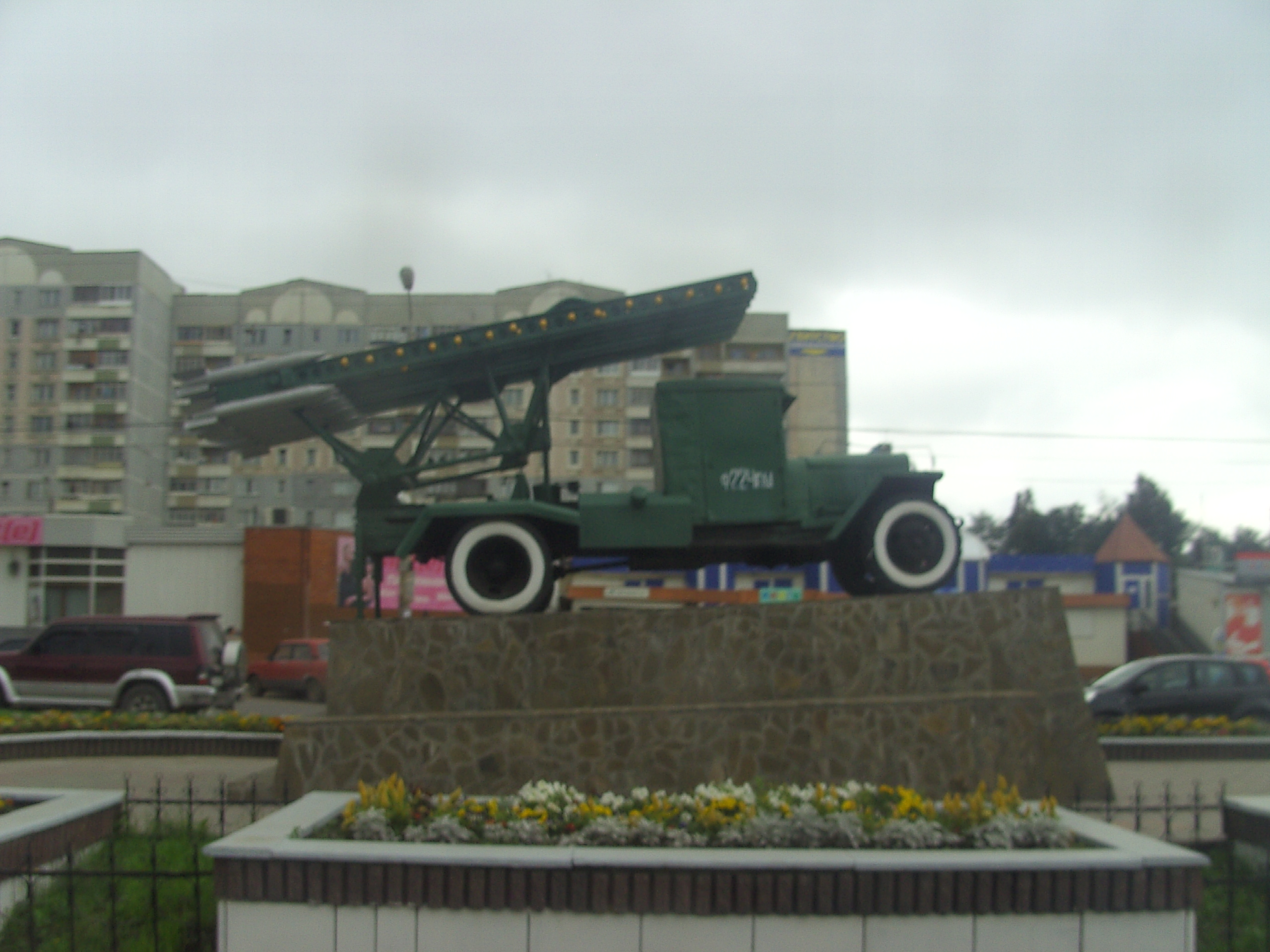
Denkmal für den Raketenwerfer Katjuscha in Tula. Dieser spielte bei der Verteidigung der Stadt vor der Wehrmacht eine wichtige Rolle.

Während des deutschen Angriffs auf die Sowjetunion im Zweiten Weltkrieg war Tula im Oktober 1941 Angriffsziel der Heeresgruppe Mitte unter Führung des Generals Guderian, der zuvor Brjansk und das 180 km südlich von Tula gelegene Orjol auf seinem Weg nach Moskau einnehmen konnte. Da zwischen Tula und Orjol zu dieser Zeit kaum sowjetische Truppen stationiert waren, gelang es den Deutschen, bis unmittelbar an die südlichen Stadtgrenzen Tulas vorzurücken, was eine ernsthafte Gefahr für die strategisch enorm wichtige Rüstungsindustrie der Stadt sowie für das keine 200 km weiter nördlich liegende Moskau darstellte. Es kam nun zur Schlacht um Tula. Erst nach 45 Tagen erbitterter Kämpfe mit einer Vielzahl Toter und Verwundeter sowie erheblichen Zerstörungen in der Stadt durch häufigen Artilleriebeschuss und Luftangriffe gelang es Anfang Dezember 1941 mit Hilfe mehrerer herangeführter Divisionen der Roten Armee sowie dank gut organisierter Waffen- und Nachschublieferungen, die deutschen Truppen endgültig abzuwehren, ohne dass sie in die Stadt selbst vorrücken konnten. Auch konnten durch eine schnelle Evakuierung der Rüstungsfabrik größere Schäden für die Rote Armee verhindert werden. Dafür und für die erfolgreiche Verteidigung Tulas wurde der Stadt 1976 der Ehrentitel einer Heldenstadt verliehen. An die Verteidiger der Stadt im Zweiten Weltkrieg erinnert heute im Zentrum Tulas am Ploschtschad Pobedy – zu deutsch Siegesplatz – ein Mahnmal mit ewiger Flamme.
In der Stadt bestand während und nach dem Krieg das Kriegsgefangenenlager 323 für deutsche Kriegsgefangene des Zweiten Weltkriegs.
In der zweiten Hälfte des 20. Jahrhunderts wurde die im Krieg teilweise zerstörte Stadt nach und nach wiederaufgebaut, wobei eine Vielzahl moderner, mehrstöckiger Wohn- und Geschäftsgebäude entstand, die bis heute die meisten zentralen Straßen und Alleen der Stadt prägen. Zu den bekanntesten Tulaer Bauwerken der Nachkriegszeit gehören das Gebäude des Maxim-Gorki-Dramatheaters aus dem Jahre 1970, das 1983 erbaute Haus der Stadtverwaltung am Leninplatz nahe dem Kreml sowie das Fußballstadion aus dem Jahr 1959. Auch nach dem Krieg entwickelte sich die Rüstungsindustrie Tulas weiter, unter anderem durch vermehrte Entwicklung und Produktion von Jagd- und Sportwaffen.

## Einwohnerentwicklung und Bevölkerung
Die nachfolgende Tabelle stellt die Entwicklung der Einwohnerzahl Tulas in unregelmäßigen Zeitabständen von 1811 bis heute dar. Auffallend ist hier insbesondere der rasche Anstieg während der Industrialisierung im späten 19. und frühen 20. Jahrhundert sowie infolge der Zwangskollektivierung der Landwirtschaft und der resultierenden Landflucht in den 1930er-Jahren. Der Anstieg um rund 43.000 Einwohner von 2005 bis 2006 ist durch die Eingemeindung der ehemaligen städtischen Siedlungen Gorelki, Kossaja Gora, Mendelejewski und Skuratowski zustande gekommen. Allgemein ist jedoch seit den 1990er-Jahren die Bevölkerungszahl der Stadt – wie es vielerorts in Russland beobachtet werden kann – deutlich rückläufig.
| Jahr  | Einwohner |
| ----- | --------- |
| 1811  | 52.100    |
| 1840  | 51.700    |
| 1863  | 56.700    |
| 1897* | 114.733   |
| 1914  | 139.700   |
| 1923  | 123.300   |
| 1926* | 150.100   |
| 1939* | 272.224   |
| 1956  | 320.000   |
| 1959* | 315.639   |

| Jahr  | Einwohner |
| ----- | --------- |
| 1962  | 342.000   |
| 1967  | 377.000   |
| 1970* | 461.965   |
| 1973  | 486.000   |
| 1976  | 502.000   |
| 1979* | 514.008   |
| 1982  | 524.000   |
| 1986  | 534.000   |
| 1989* | 539.980   |
| 1992  | 541.400   |

| Jahr  | Einwohner |
| ----- | --------- |
| 1996  | 528.700   |
| 1998  | 519.000   |
| 2000  | 506.100   |
| 2001  | 499.000   |
| 2002* | 481.216   |
| 2005  | 465.900   |
| 2006  | 509.000   |
| 2010* | 501.129   |

Anmerkung: * Volkszählungsdaten (1926 gerundet)
Die Bevölkerungsstruktur der Oblast Tula ist ethnisch sehr homogen. Bei der allrussischen Volkszählung von 2002 wurde der Anteil ethnischer Russen an der Oblastbevölkerung mit 95 % berechnet. Zu den weiteren hier vertretenen Nationalitäten gehören unter anderem Ukrainer, Tataren, Armenier und Aserbaidschaner; 2002 wurden auch knapp 4700 Deutsche gezählt. Etwas höher ist der Anteil der Nichtrussen in der Stadt Tula, was unter anderem durch auswärtige Studierende der Hochschulen bedingt ist. In der Religion nimmt die Russisch-Orthodoxe Kirche die mit Abstand vordere Rolle in Tula und Umgebung ein. Andere Konfessionen sind zahlenmäßig nur unbedeutend vertreten, darunter eine jüdische Gemeinde mit rund 3000 Mitgliedern, 33 protestantische Gemeinden mit insgesamt 1000 Mitgliedern, und eine noch geringere Zahl von Muslimen und Katholiken.

## Politik

### Wappen
Das Tulaer Stadtwappen wurde am 8. März 1778 im Zuge der russischen Verwaltungsreform des 18. Jahrhunderts per Erlass Katharinas der Großen festgelegt. Seine Symbolik unterstreicht die herausragende Bedeutung des Eisenschmiedehandwerks und der Rüstungsindustrie für Tula: Auf rotem, schildförmigem Hintergrund kreuzen sich zwei Klingen und ein silberner Gewehrlauf zwischen zwei goldenen Schmiedehämmern. 2001 wurde vom Tulaer Stadtparlament die Flagge der Stadt Tula als zusätzliches Stadtsymbol gesetzlich verankert. Sie beinhaltet neben der Symbolik des Wappens links oben eine Abbildung des Goldenen Sterns, der höchsten sowjetischen Auszeichnung für Verdienste im Krieg. Damit sollte der Heldenstadt-Titel Tulas in der Stadtsymbolik Erwähnung finden.

### Verwaltung

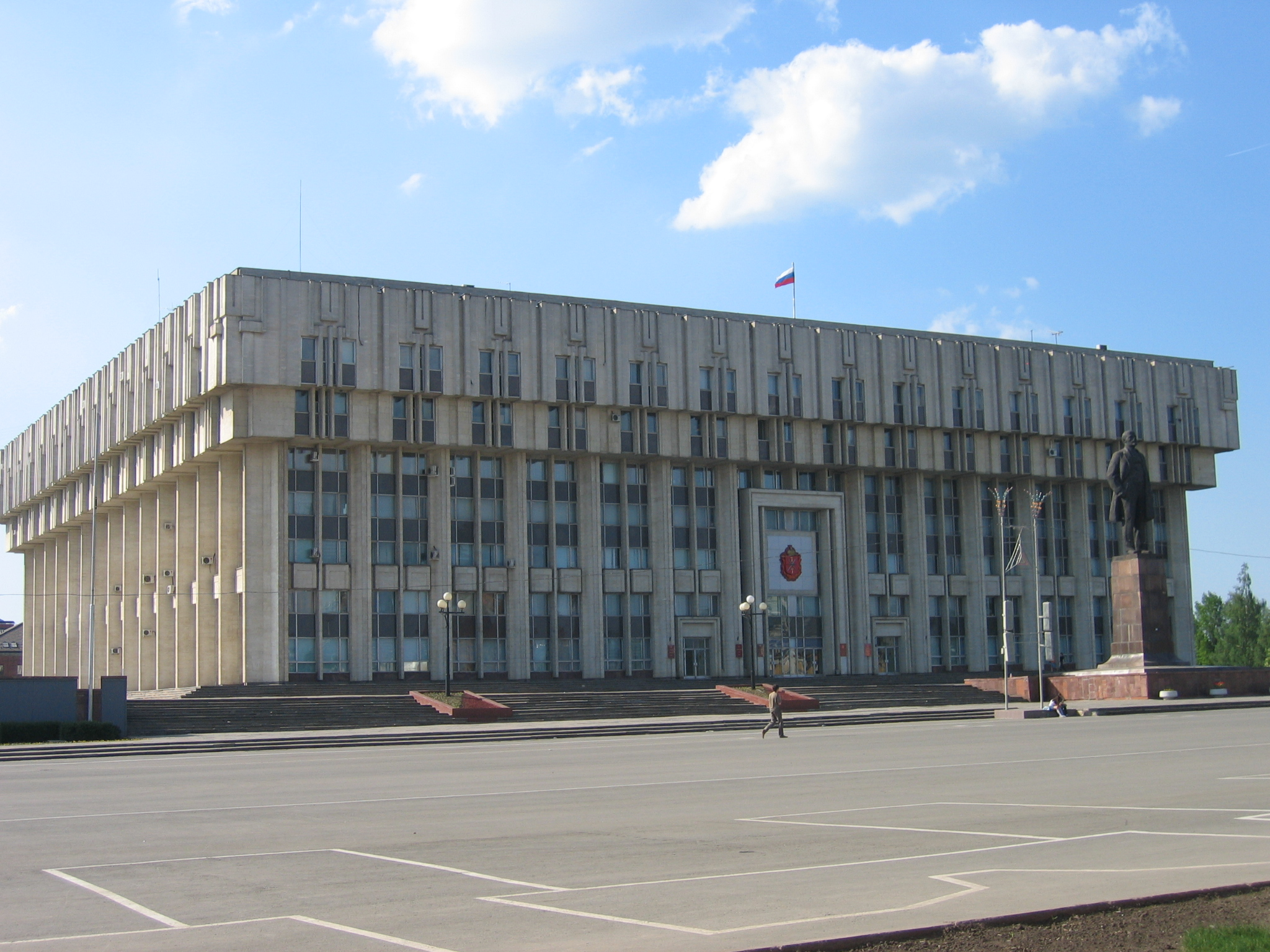
Das Gebäude der Tulaer Stadtverwaltung

Innerhalb der Oblast Tula stellt die Stadt Tula einen sogenannten Stadtkreis dar, also eine eigenständige Verwaltungseinheit, die einem Rajon – entspricht in etwa dem Landkreis in Deutschland – gleichgestellt ist. Neben Tula haben zwei weitere Orte der Oblast – die Stadt Donskoi und die Siedlung Nowogurowski – den Status eines Stadtkreises, der Rest der Oblast ist in 23 Rajons eingeteilt.
Die exekutive Macht innerhalb des Stadtkreises Tula liegt bei der Stadtverwaltung (russisch Администра́ция го́рода Ту́лы), der wiederum vier territoriale Verwaltungen der fünf Stadtrajons (der Priwoksalny- und der Sowetski-Rajon haben eine gemeinsame Verwaltung) untergeordnet sind. Der Chef der Stadtverwaltung wird vom Stadtparlament (auch Stadtduma genannt) bestätigt und ist vor allem für wirtschaftliche Angelegenheiten und die Verwaltung des Stadthaushalts zuständig. Das politische Oberhaupt des Stadtkreises ist der Bürgermeister (offiziell Stadtoberhaupt – глава́ го́рода – genannt), der zugleich das Amt des Stadtparlamentsvorsitzenden ausübt. Er wird von Bürgern der Stadt alle vier Jahre direkt gewählt, wobei zeitgleich in Kommunalwahlen über die Zusammensetzung der Stadtduma entschieden wird.

### Partnerstädte
Seit 1993 besteht eine Städtepartnerschaft zwischen Tula und der baden-württembergischen Stadt Villingen-Schwenningen. Sie wurde vom dortigen Verein Arbeitskreis Tula e. V. initiiert, der seit 1991 mit der Unterstützung sozialer Arbeit in Tula tätig war: Drogenprävention, Aufbau und Renovierung von Krankenhäusern oder einer Behindertenwerkstatt. Er wurde am 9. Juli 2014 aufgelöst.
Darüber hinaus unterhält Tula Partnerschaften mit den Städten Albany in den USA (seit 1992), Mahiljou in Belarus (seit 1998), Barranquilla in Kolumbien (seit 2012) und Kertsch auf der Halbinsel Krim (seit 2014).
Frühere Partnerschaften mit Kutaissi (Georgien), Wałbrzych (Polen) und Banská Bystrica (Slowakei) werden seit dem Zusammenbruch des Ostblocks nicht mehr gepflegt.

## Kultur und Sehenswürdigkeiten

### Bauwerke
Trotz Schäden des Zweiten Weltkriegs ist vor allem im Zentrum Tulas auch heute noch eine Vielzahl historischer Bauten aus den vergangenen Jahrhunderten erhalten geblieben.

#### Der Kreml

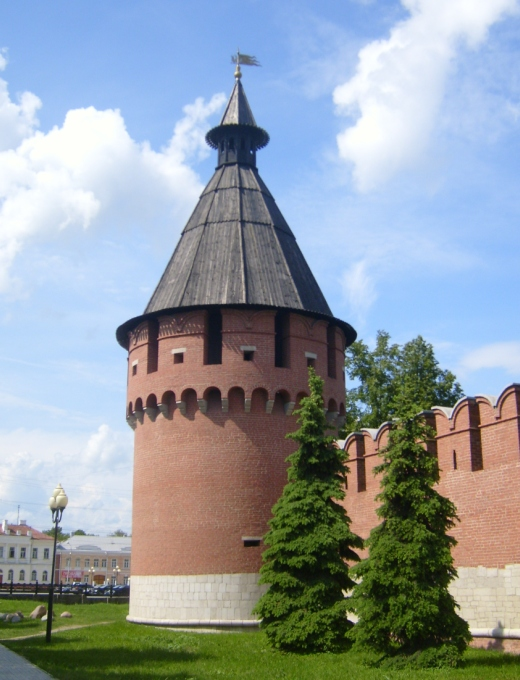
Spasskaja-Turm des Kremls

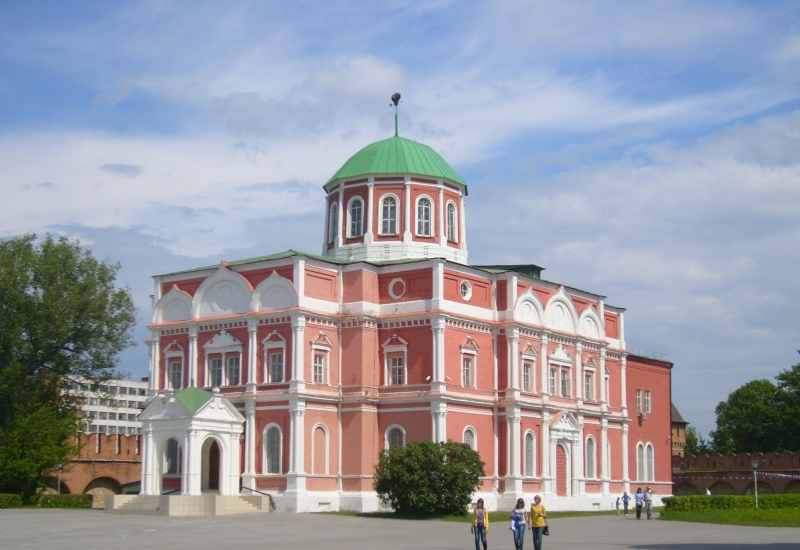
Erscheinungskathedrale, die früher das Waffenmuseum beherbergte

Die bekannteste Sehenswürdigkeit Tulas ist die ehemalige Festungsanlage des Tulaer Kremls (russisch Ту́льский кремль), der das älteste bis heute erhaltene Bauwerk Tulas darstellt. Er wurde in den Jahren 1509 bis 1520 errichtet, um die Stadt und damit auch die nördlicher gelegenen Territorien des Moskauer Großfürstentums besser vor Angriffen aus dem Süden schützen zu können. In der Tat erwies sich die Festung im Laufe der folgenden Jahrhunderte als nahezu uneinnehmbar – und das, obwohl sie, anders als dies für Festungen dieser Art üblich war, nicht auf einer Erhebung errichtet wurde. Architektonisch wurde der Tulaer Kreml im Wesentlichen nach dem Muster anderer altrussischer Kremls, allen voran des Moskauer Kremls, erbaut: Eine durchgehende, bis zu zehn Meter hohe Backsteinmauer, die in ihrem oberen Bereich mit zahnförmigen Spitzen verziert wurde, zwischen denen im Angriffsfall Kanonen aufgestellt werden konnten, sowie in die Mauer eingebaute Türme verschiedener Form und Größe. Die Anzahl dieser Türme an der Tulaer Kremlmauer beträgt neun, wobei vier davon – pro Seite jeweils einer – auch als Eingangstore zum Kreml dienten. Die Türme ohne eingebaute Eingangstore dienten anderen Zwecken, etwa als Vorratskammern oder als Waffen- und Munitionslager für den Verteidigungsfall.
Das von der gut einen Kilometer langen und stellenweise über drei Meter dicken Mauer umgebene Kremlgelände ist rund sechs Hektar groß und weist eine fast genau rechteckige Form auf. Heute beherbergt es ein Freilichtmuseum, das mehrere historische Bauwerke beinhaltet. Allerdings stammt heute keines mehr von ihnen – außer der Mauer und den Türmen – aus der Gründungszeit des Kremls. So wurde die Uspenski-Kathedrale (Успенский собор) erst 1762 an Stelle der hölzernen Uspenski-Kirche errichtet, die hier seit dem 16. Jahrhundert gestanden hatte. Heute gilt die backsteinerne Kathedrale als das auffälligste Bauwerk innerhalb des Tulaer Kremls. Sie weist von außen eine rechteckige Form auf und wird oben von einer in sich symmetrischen Konstruktion aus fünf Glockentürmen mit für russisch-orthodoxe Bauten typischen, zwiebelförmigen Spitzen gekrönt. Sehenswert ist auch der Innenraum der Kathedrale, der kurz nach ihrer Errichtung von 36 Meistern aus Jaroslawl aufwändig bemalt wurde. Das zweitwichtigste Gebäude aus dem Ensemble des Tulaer Kremls ist die Erscheinungskathedrale (Богоявле́нский собо́р), die heute nicht mehr als Kirchengebäude genutzt wird. Sie wurde 1862 anlässlich des 50. Jahrestages des Sieges Russlands im Krieg gegen Napoleon errichtet und beherbergte bis 2012 das Tulaer Waffenmuseum. Im Gegensatz zu anderen Kirchengebäuden Tulas weist die Erscheinungskathedrale für russisch-orthodoxe Kirchen eher untypische, klassizistische Formen auf.

#### Kirchengebäude außerhalb des Kremls

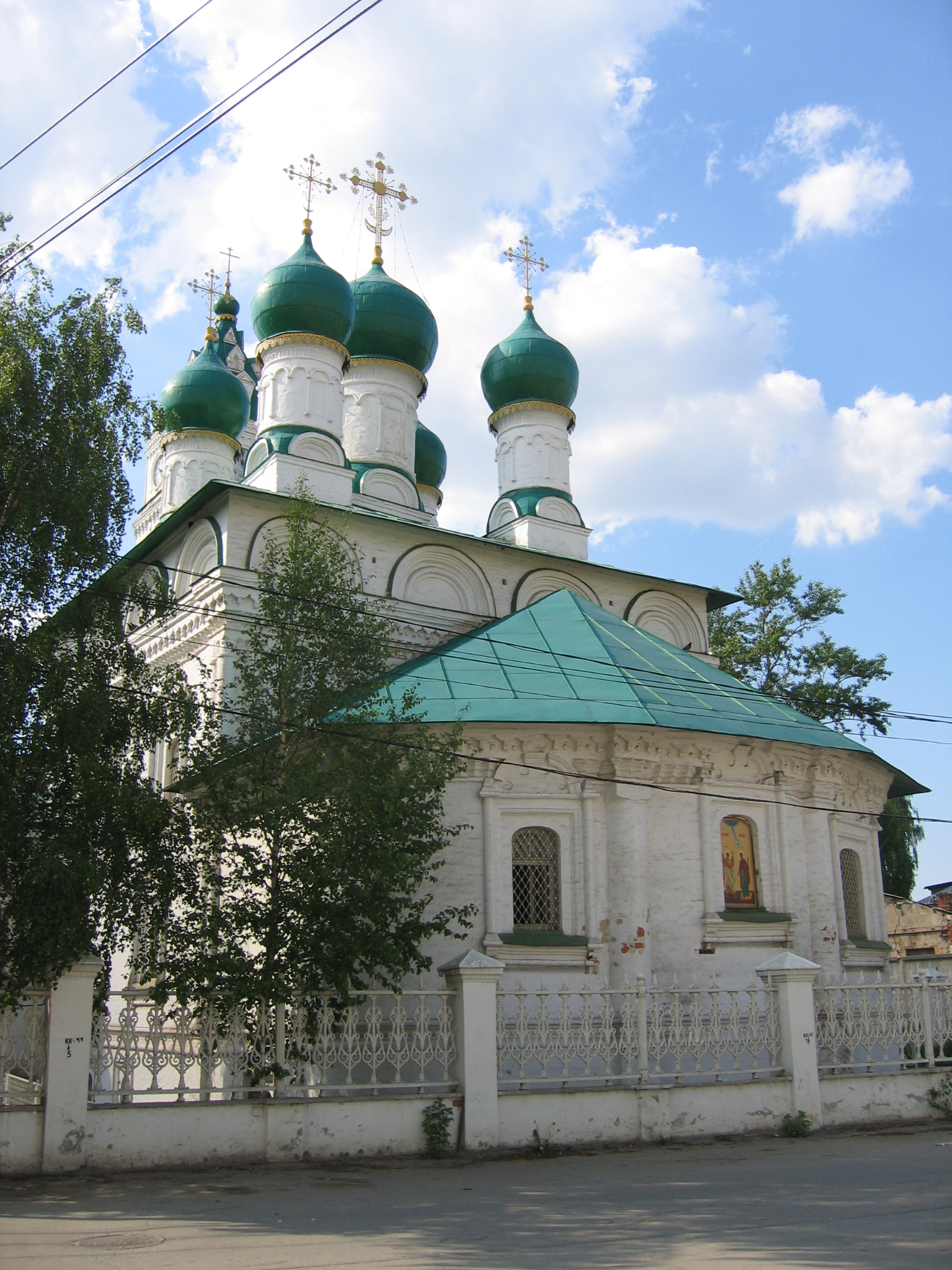
Verkündigungskirche

Das nach dem Kreml zweitälteste bis heute erhaltene Bauwerk in Tula ist die Gottesmutter-Verkündigungskirche (Це́рковь Благове́щения Пресвято́й Богоро́дицы), die sich in unmittelbarer Nähe des Kremls, gegenüber dessen nordwestlichem Mauerabschnitt, befindet. Sie wurde im Jahre 1692 nach altrussischem Muster erbaut und diente nach Urkunden dieser Zeit als Ersatz für eine Holzkirche, die an dieser Stelle noch früher – vermutlich seit dem 16. Jahrhundert – gestanden hatte. Das aus weißem Stein errichtete Gebäude setzt sich aus drei Teilen zusammen: dem eigentlichen Kirchengebäude mit fünf Zwiebeltürmen, die ähnlich denen der Uspenski-Kathedrale angeordnet sind, ferner einem separaten Glockenturm, an den ein einstöckiger Festsaal angeschlossen ist. Die großzügigen Kellerräume der Verkündigungskirche wurden bis zum 19. Jahrhundert oft von einheimischen Kaufleuten angemietet und als Warenlager genutzt.
Ebenfalls direkt am Kreml, auf dem heutigen Leninplatz und unmittelbar vor dem Gebäude der Stadtverwaltung, finden sich zwei Kirchengebäude, die an ein ehemaliges russisch-orthodoxes Kloster – das Uspenski-Kloster – erinnern. Dieses entstand nahezu zeitgleich mit dem Kreml, als parallel dazu südlich der Kremlmauern die sogenannte hölzerne Stadt errichtet wurde, von der allerdings heute kein Gebäude mehr erhalten geblieben ist. Das Kloster lag dabei genau zwischen dem Kreml im Norden und der hölzernen Stadt im Süden. Die erste Kirche dieses Klosters entstand bei seinem Bau, war aber Ende des 18. Jahrhunderts baufällig geworden und musste abgetragen werden. Auch ein Nachfolgebau aus dem Jahre 1792 überdauerte nur bis Mitte des 19. Jahrhunderts. Die heutige Uspenski-Kathedrale (auch Gottesmutter-Entschlafens-Kathedrale, Це́рковь Успе́ния Пресвято́й Богоро́дицы), ein monumentales, dunkelrotes Backsteingebäude mit schwarz verkleideten Kuppeln, stammt aus dem Jahre 1902 und hat ihre Entstehung auch dem Einsatz der damaligen Klostervorsteherin Agnia zu verdanken, die für den Bau des Gotteshauses Spendengelder gesammelt hatte. Gleich nebenan steht das zweite Kirchengebäude des ehemaligen Klosters, die Verklärungskirche (Це́рковь Спа́са Преображе́ния). Auch sie hatte einen Vorgängerbau, die im frühen 19. Jahrhundert abgebaute Nikolauskirche, an deren Stelle sie um 1845 entstand. Äußerlich unterscheidet sich die Verklärungskirche von der benachbarten Uspenski-Kirche sehr: Sie ist mit zwei Stockwerken wesentlich kleiner, hat eine gelbe Fassadenverkleidung und eine große Kuppel, die ein wenig an die St. Petersburger Dreifaltigkeitskathedrale erinnert. Die übrigen Klostergebäude sind nicht mehr erhalten, da sie in den 1930er-Jahren und im Zweiten Weltkrieg zerstört wurden.

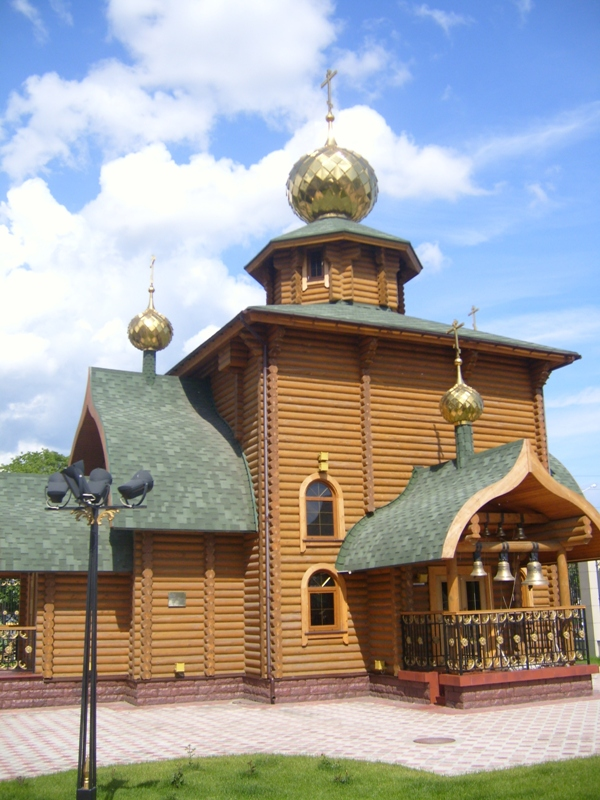
Wladimirkirche

Mit dem Namen des Tulaer Pioniers des Waffenhandwerks und Großindustriellen Nikita Demidow eng verbunden ist die Christi-Geburts- und Nikolauskirche zu Saretschje (Нико́ло-Заре́ченская це́рковь Рождества́ Христо́ва), die deswegen oft auch als Demidow-Kirche bezeichnet wird. Sie liegt genau dort, wo ab 1595 die Eisenschmiedesiedlung entstanden war. Anfangs stand an ihrer Stelle seit dem 17. Jahrhundert eine hölzerne Christi-Geburtskirche, in die auch Nikita Demidow und seine Familie beten gingen. Ein Jahrhundert später wurde sie baufällig und musste durch eine neue, steinerne Kirche ersetzt werden. Diese ließ Demidows Sohn Akinfi in unmittelbarer Nähe der Grabstätte seines einige Jahre zuvor verstorbenen Vaters in den Jahren 1730–1734 im Barockstil errichten. Bei der Fertigstellung des Gotteshauses wurde dessen oberes Stockwerk auf Christi-Geburt und das untere auf den Heiligen Nikolaus von Myra geweiht, daher hat die Kirche einen doppelten Namen. Die Konstruktion der Kirche wirkt von außen asymmetrisch, da der Glockenturm separat vom Hauptgebäude steht. Ursprünglich sollte er Bestandteil des Gebäudes sein; nachdem es aber beim Bau zu einem Einsturz des halbfertigen Turms gekommen war, durch den mehrere Bauarbeiter zu Tode kamen, beschloss man, den neuen Glockenturm abseits des Gotteshauses zu bauen. 1996 wurde gegenüber der Kirche ein Denkmal für Nikita Demidow aufgestellt.
Insgesamt gibt es in Tula heute über 60 orthodoxe Gotteshäuser, von denen die meisten aus den Blütezeiten der Stadt im 17.–19. Jahrhundert stammen. Zu erwähnen ist beispielsweise:
- die 1776 erbaute, frühklassizistische Allerheiligen-Kirche (Це́рковь Всех Святы́х), die 1825 um einen 82 Meter hohen Glockenturm erweitert wurde und neben der zeitgleich mit ihrem Bau ein bis heute erhaltener Friedhof angelegt wurde;
- die ehemalige Altorthodoxe Gottesmutter-Verkündigungskirche (Старообря́дческая це́рковь Благове́щения Пресвято́й Богоро́дицы), die um 1910 von einem altgläubigen Samowar-Fabrikanten gestiftet wurde und heute als Bürogebäude dient;
- die 1898 eingeweihte Zwölf-Aposteln-Kirche (Це́рковь Двена́дцати апо́столов) in der Tulaer Südstadt;
- die drei Kirchen und eine Kapelle des Schtscheglow-Klosters der Heiligen Gottesmutter (Свя́то-Богоро́дичный Щегло́вский монасты́рь), das im Jahre 1868 zum Dank für das Misslingen eines Attentats auf den Zaren Alexander II. zwei Jahre zuvor gegründet wurde und ursprünglich auch eine Schule für arme Kinder beinhaltete.

#### Sonstige bekannte Bauwerke

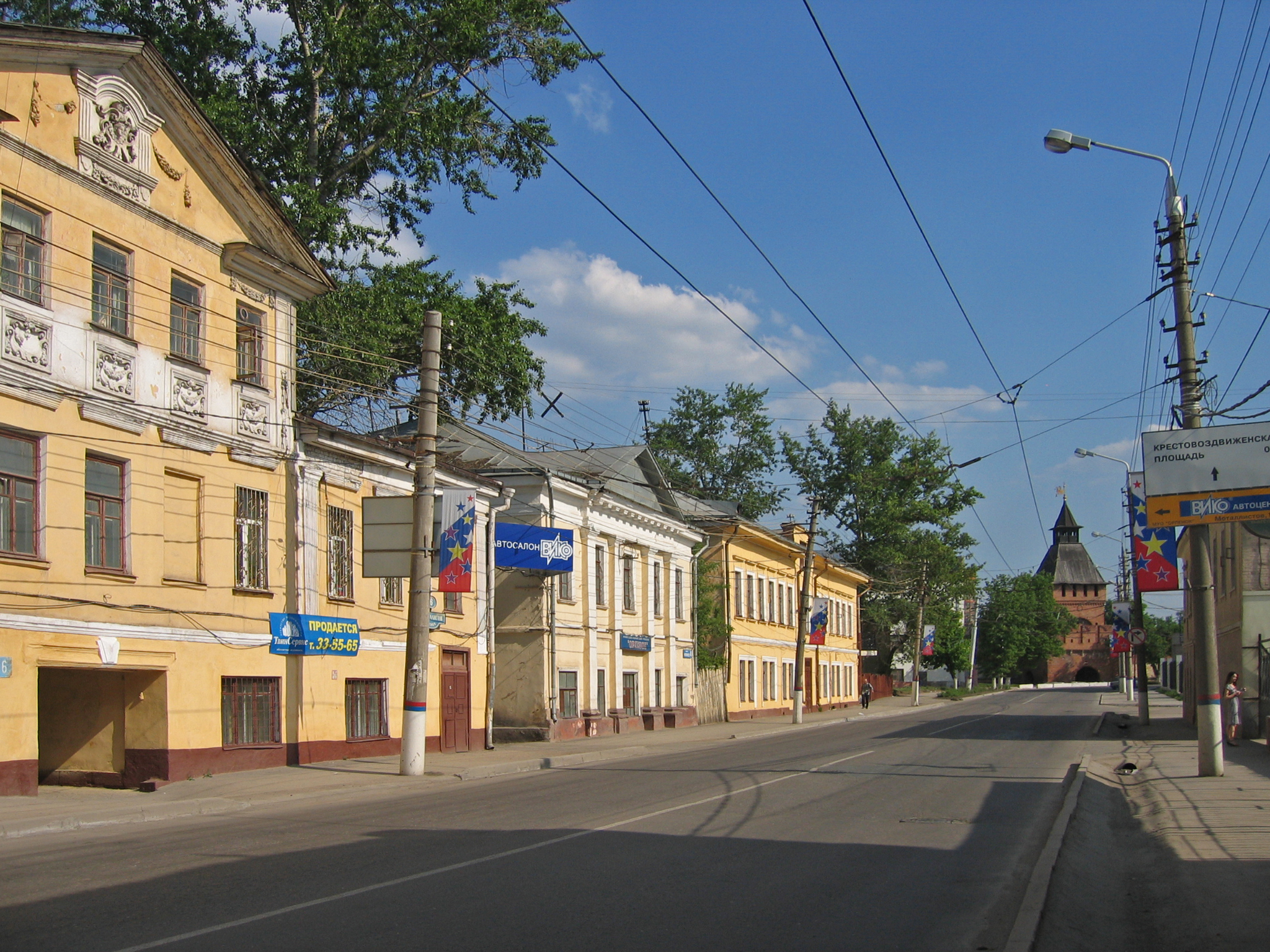
Historische Bauten aus dem 18. und 19. Jahrhundert an der Uliza Metallistow

Über das historische Stadtzentrum verteilt finden sich in Tula Altbauten, von denen die meisten in den Jahrzehnten nach der russischen Gebietsreform der 1770er-Jahre errichtet wurden, als in Tula – wie in den meisten anderen russischen Gouvernementhauptstädten damals auch – verstärkt klassizistisch gebaut wurde. Ein relativ dichter Bestand an Gebäuden dieser Epoche lässt sich in der Nähe des Kremls finden, so unter anderem an der Uliza Metallistow (У́лица Металли́стов, zu deutsch Straße der Metallarbeiter, im 19. Jahrhundert als Pjatnizkaja-Straße bekannt).
Als weitere markante Gebäude der Stadt sind zu nennen:
- das Haus des Musikers und Akkordeon-Entwicklers Nikolai Beloborodow (1828–1912) aus dem frühen 19. Jahrhundert, das heute ein Museum zum Gedenken an ihn beherbergt;
- das ehemalige Haus der Arztfamilie Smidowitsch, zugleich das Geburtshaus des Schriftstellers Wikenti Weressajew (1867–1945);
- das ehemalige Haus der Adelsversammlung, das im 19. Jahrhundert zeitweise als Spielstätte des Tulaer Dramatheaters diente;
- das Denkmal für Zaren Peter den Großen neben der Waffenfabrik, das 1912 anlässlich ihres 200-jährigen Bestehens errichtet wurde, wobei das Geld hierfür im Wesentlichen aus Spenden der Arbeiterschaft der Fabrik kam.

### Museen

#### Waffenmuseum

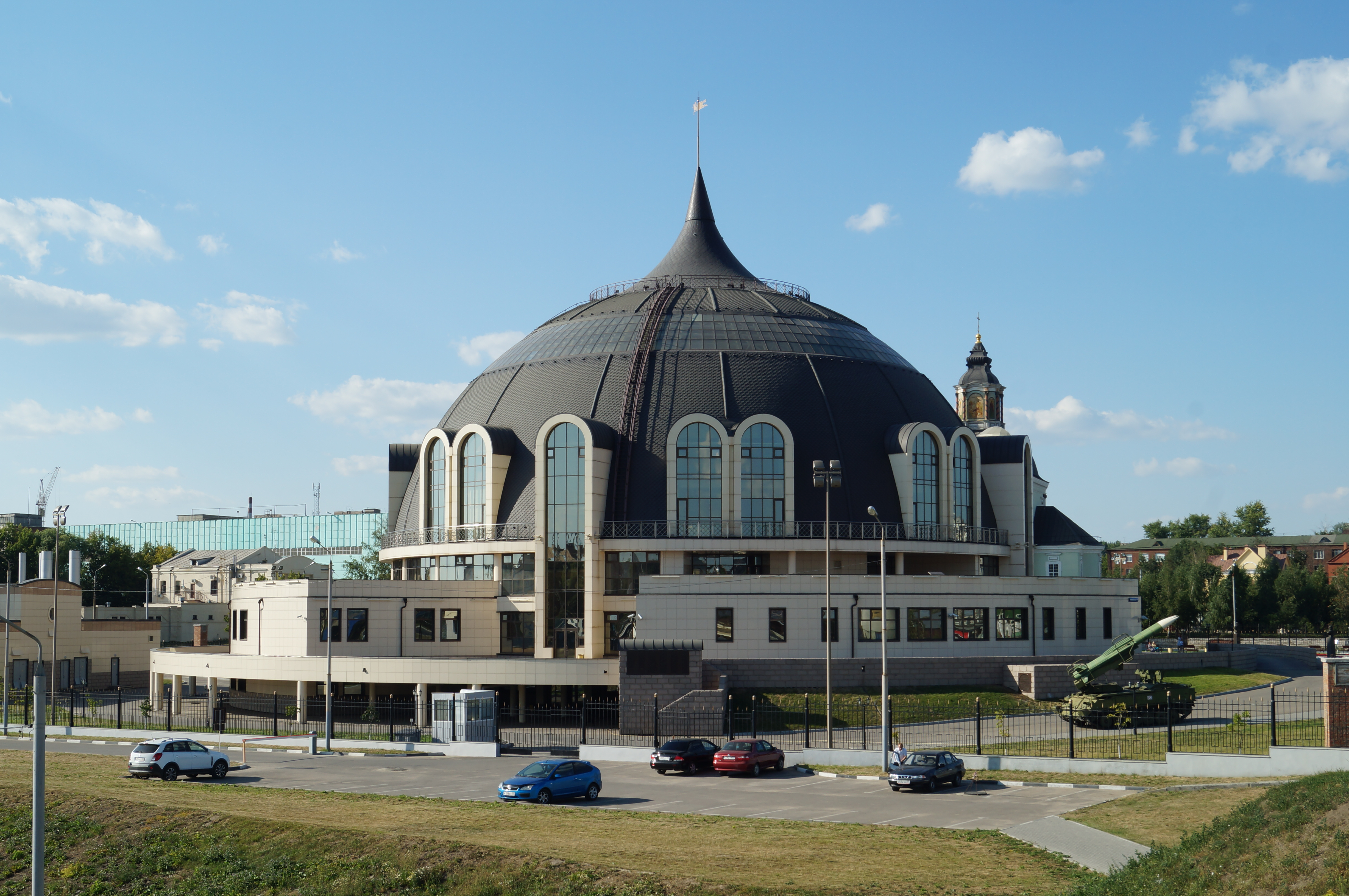
Das neue Waffenmuseum

Das Tulaer Waffenmuseum (Ту́льский музе́й ору́жия) ist Tulas bekanntestes Museum und das einzige Waffenmuseum dieser Art in Russland. Als Ausstellung entstand es in den Räumlichkeiten des Waffenwerks im Jahr 1724, nachdem Peter der Große verfügte, seltene Exemplare dort aufbewahren zu lassen. Im Laufe der folgenden 200 Jahre wurde die Exposition kontinuierlich erweitert, aber erst im November 1924 wurde sie als öffentlich zugängliches Museum eingerichtet. Ab 1982 befand sich das Museum im Kreml in der ehemaligen Erscheinungskathedrale. Das neue Museumsgebäude am Ufer der Upa wurde im März 2012 eingeweiht. Ausgestellt werden hier nicht nur sämtliche Erzeugnisse des Tulaer Waffenhandwerks von dessen Anfangszeiten im 16. Jahrhundert bis heute, sondern auch eine umfassende Sammlung russischer, westeuropäischer und orientalischer Waffen aus praktisch allen Zeitepochen der menschlichen Zivilisation. Außerdem verfügt das Museum über ein Archiv, in dem sich sämtliche Urkunden und andere schriftliche Dokumente aus der Geschichte der Tulaer Rüstungsindustrie finden, und eine Bibliothek, in der Bücher zur Geschichte der Waffenherstellung gesammelt sind.

#### Lebkuchenmuseum

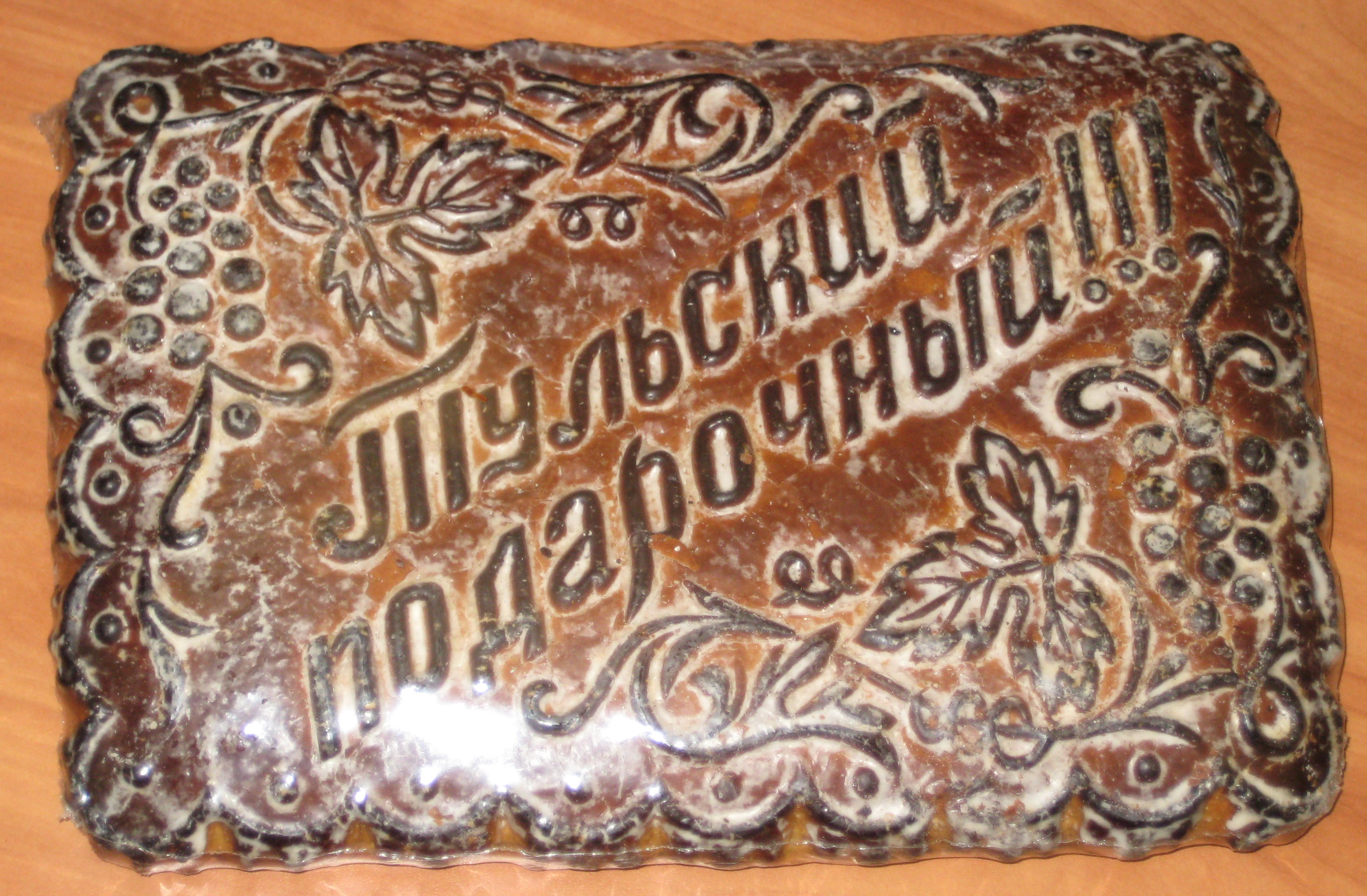
Ein typischer Tulaer Prjanik

Das Tulaer Lebkuchenmuseum (Музе́й «Ту́льский пря́ник») wurde im Jahr 1996 eröffnet und ist damit eines der jüngsten Museen der Stadt. In seiner Exposition dreht sich alles um die bekannteste kulinarische Spezialität Tulas, den Lebkuchen, der in Russland auch als Prjanik (Plural: Prjaniki) bezeichnet wird. Präsentiert wird die Geschichte des Tulaer Lebkuchens, über deren zeitlichen Ursprung es heute keine gesicherten Quellen mehr gibt, ferner unterschiedliche jemals gebackene Exemplare, deren Durchmesser von etwas über einen Zentimeter bis hin zu über einem halben Meter reicht. Außerdem kann hier altes und neues Zubehör des Lebkuchenhandwerks besichtigt werden, so beispielsweise Holzbretter mit speziell geschnitzter Oberfläche, mit deren Hilfe die Lebkuchen bedruckt wurden. An das Museum angeschlossen ist eine kleine Bäckerei, in der frisch gebackene Prjaniki mit Tee verkostet werden können, und ein Lebkuchenfachgeschäft.

#### Samowarmuseum
Auch der dritten Tulaer Spezialität ist in der Stadt ein Museum gewidmet. Das Tulaer Samowarmuseum (Ту́льский музе́й самова́ров) wurde 1990 eröffnet und präsentiert in drei Sälen die Geschichte des örtlichen Samowarhandwerks. Die Ausstellungsstücke reichen von den allerersten produzierten Samowaren der 1770er-Jahre aus der Fabrik der Lissizyn-Brüder über Exemplare der Fabrik Gebrüder Batashov, die bei den Weltausstellungen (unter anderem in Paris 1889 und Chicago 1893) präsentiert wurden und dabei Medaillen gewannen, bis hin zu ungewöhnlichen und seltenen Einzelexemplaren. Zu sehen ist hier auch der russische Vorläufer des Samowars, die Sbitennik genannte kupferne Kanne, mit der noch im 18. Jahrhundert das russische Heißgetränk Sbiten zubereitet wurde.

#### Kunstmuseum der Oblast Tula
Das Kunstmuseum der Oblast Tula (Ту́льский областно́й худо́жественный музе́й) stellt die wichtigste Gemäldegalerie Tulas dar. Es wurde 1919 eingerichtet und übernahm dabei Exponate aus mehreren kleineren Museen sowie aus kurz zuvor von den Bolschewiki beschlagnahmten Privatsammlungen der Gutsherren des Tulaer Gouvernements. In den 1920er- und 1930er-Jahren wurde der Bestand an Exponaten deutlich erweitert, unter anderem durch Spenden aus dem Moskauer Rumjanzew-Museum und der Tretjakow-Galerie. 1964 zog das Kunstmuseum in ein neues Gebäude ein, wo bis heute in insgesamt 28 Sälen Gemälde russischer und ausländischer Künstler, aber auch Ikonen, Glas- und Porzellanerzeugnisse ausgestellt sind. Es sind hier Werke unter anderem von Iwan Aiwasowski, Konstantin Korowin, Boris Kustodijew, Isaak Lewitan, Wassili Polenow, Ilja Repin, Iwan Schischkin, Walentin Serow, Wassili Surikow oder Wassili Tropinin zu besichtigen. Ebenfalls mit ihren Werken vertreten ist eine Reihe westeuropäischer Maler wie Domenico Fetti, Luca Giordano, Ernest Meissonier, Jan Miense Molenaer, Frans Snyders oder Philips Wouwerman.

#### Jasnaja Poljana

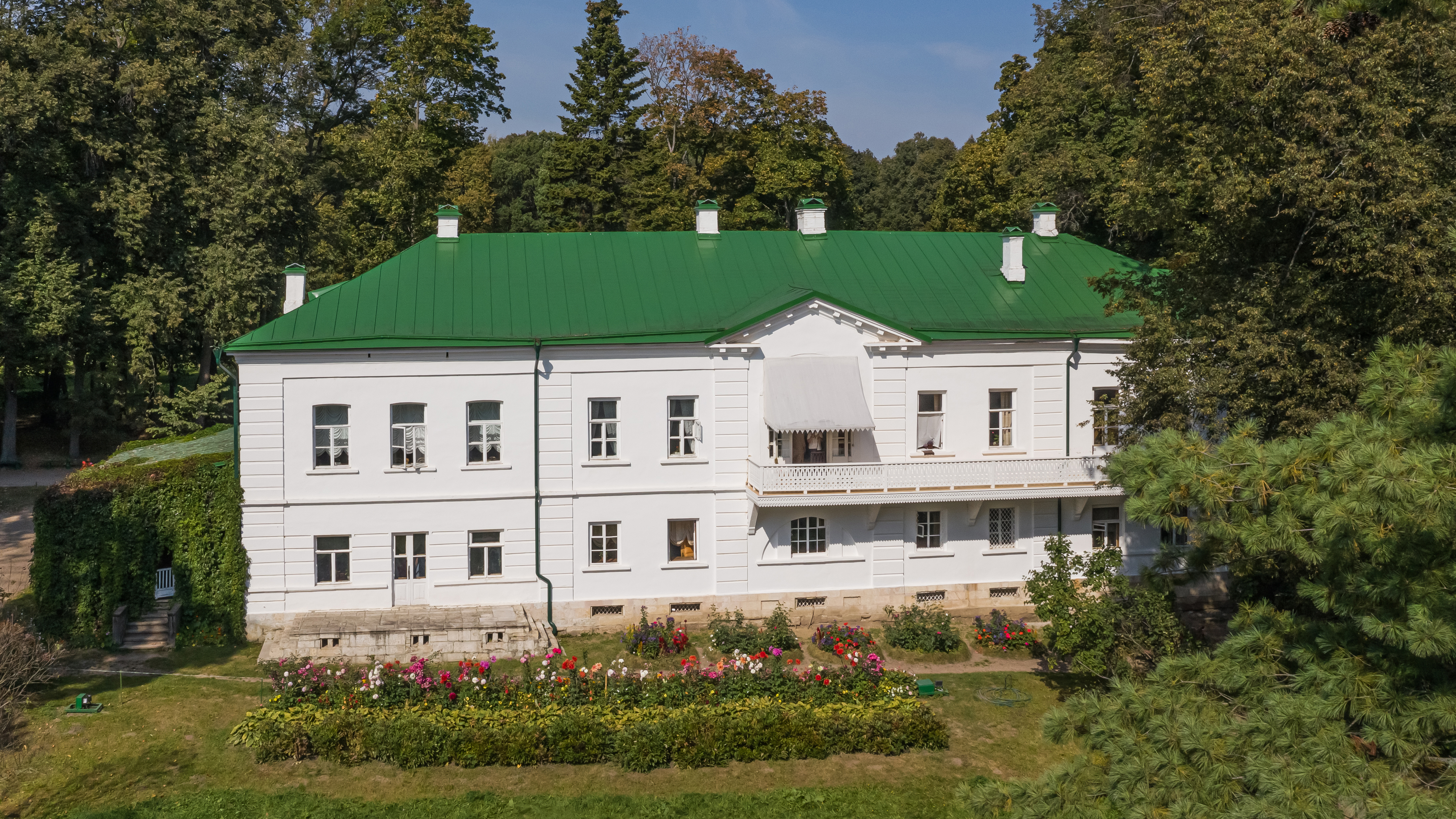
Tolstoi-Haus

Unmittelbar hinter Tulas südlichen Stadtgrenzen befindet sich der Museumskomplex Jasnaja Poljana (Я́сная Поля́на) auf einem ehemaligen Landgut mit ausgedehnten Parkanlagen. Seit dem Erwerb des Gutes durch den Fürsten Nikolai Wolkonski im 18. Jahrhundert gehörte es der Adelsfamilie Tolstoi. 1828 wurde dort der berühmte Schriftsteller Leo Tolstoi, der Enkel des Fürsten Wolkonski, geboren. Dort verbrachte er auch mehr als 50 Jahre seines Lebens und wurde 1910 ebenfalls auf diesem Landgut in einem schlichten Grab beerdigt. Heute ist das ehemalige Landgut ein Freilichtmuseum, das von Wladimir Tolstoi, einem Ururenkel des Dichters, betrieben wird. Neben Tolstois Geburtshaus lassen sich hier zahlreiche Bauten aus dem ehemaligen Ensemble des Landguts nebst Gärten, Teichen und malerischen Park- und Waldflächen besichtigen.

#### Sonstige Museen
Weitere bekannte Museen Tulas sind ein ehemaliger Folterkeller im Spasskaja-Turm des Kremls, in dem eine Vielzahl von Folter- und Hinrichtungswerkzeugen aus der Zeit Iwan des Schrecklichen ausgestellt ist, das Heimatmuseum Tulskije Drewnosti (Ту́льские дре́вности), dessen Exposition sich der geschichtlichen Entwicklung der Tulaer Gegend von der Steinzeit bis ins 18. Jahrhundert widmet, sowie der Museumskomplex Tulaer Nekropole (Ту́льский некро́поль), zu dem drei historische, 1772 angelegte Friedhöfe mit Gräbern bekannter Bürger Tulas und architektonisch aufwändigen Grabmälern gehören. Seit 2014 gibt es in einer ehemaligen, 1864 gegründeten Apotheke ein Pharmaziemuseum.

### Theater und Kino

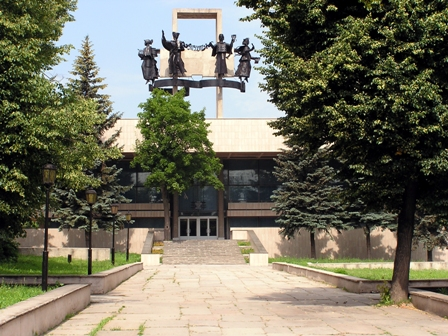
Maxim-Gorki-Theater Tula

Das bekannteste Theater Tulas ist das heutige Staatliche akademische Maxim-Gorki-Dramatheater (Ту́льский госуда́рственный академи́ческий теа́тр дра́мы и́мени М. Го́рького). Seine Anfänge gehen in das Jahr 1777 zurück. Damals wurde es als erste Schauspielstätte im neu gebildeten Tulaer Gouvernement gegründet. 1787 besuchte Zarin Katharina die Große bei ihrer Reise nach Zentralrussland das Theater. Offenbar gefiel ihr das gesehene Stück, da sie kurz darauf zwei renommierte Schauspieler aus Sankt Petersburg dorthin schickte. Im Laufe der Jahrzehnte hatten dort auch russlandweit berühmte Schauspieler wie Maria Jermolowa oder Konstantin Stanislawski ihre Gastspiele. Auch Leo Tolstoi kam hierher, als für eines seiner Stücke geprobt wurde. In der Nachkriegszeit erhielt das Theater seinen heutigen Namen zu Ehren des Schriftstellers und Dramatikers Maxim Gorki, der hier ebenfalls mehrfach aufgeführt wurde und wird. Außerdem zog es 1970 in sein heutiges Gebäude mit einem Saal für bis zu 729 Zuschauerplätze.
Ergänzt wird das kulturelle Angebot der Stadt durch das 1992 gegründete Theater U Tolstowskoi Sastawy, ein Puppentheater, ein Kinder- und Jugendtheater, eine Philharmonie, ein Zirkus und sechs Filmtheater.

### Natur und Grünanlagen

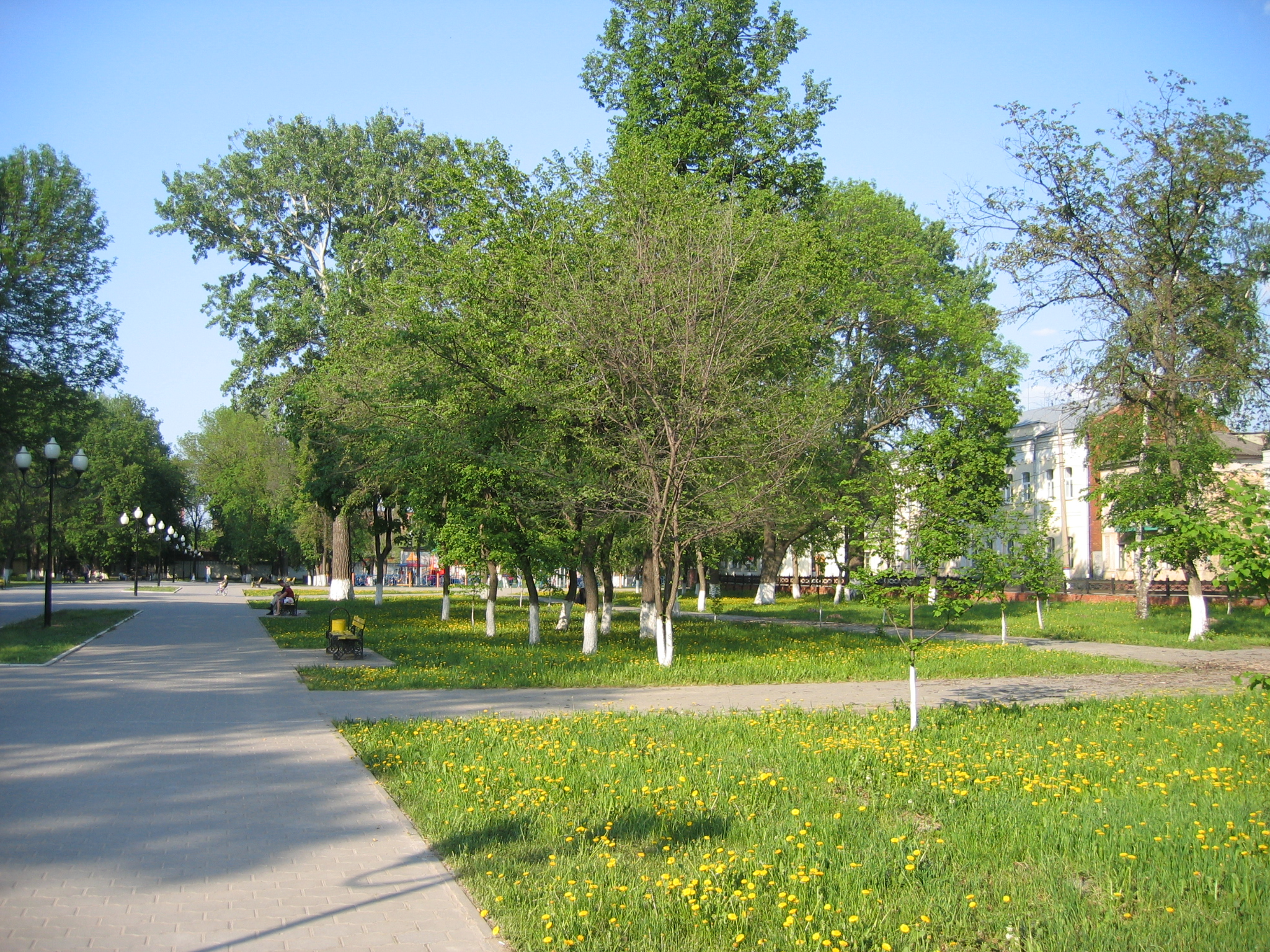
Der Kremlgarten

In der Innenstadt ist die Anzahl an Grünflächen relativ gering. Der bekannteste zentral gelegene Park ist der Kremlgarten (Кремлёвский сад), der sich entlang des südöstlichen Abschnitts der Kremlmauer erstreckt. Er entstand Ende der 1830er-Jahre an der Stelle eines zuvor abgebrannten Holzhausviertels und galt im 19. Jahrhundert – damals noch mit Einrichtungen wie Orangerien, Springbrunnen und Freilichtbühne – als das wichtigste und beliebteste Naherholungsgebiet der Tulaer.
Die größte Parkanlage der Stadt ist der Zentrale Beloussow-Park (Центра́льный парк им. Белоу́сова), der sich südwestlich des Stadtzentrums auf einer Fläche von 142 Hektar erstreckt. Er wurde 1893 auf Initiative des Tulaer Arztes Pjotr Beloussow (1856–1896) nach dem Vorbild des Pariser Stadtgartens Bois de Boulogne angelegt. Neben ausgedehnten Waldflächen mit bis zu 40 verschiedenen Baum- und Straucharten beinhaltet die Anlage drei Seen, Tiergehege sowie einen Unterhaltungspark mit Karussells, Cafés und Eisflächen im Winter. Mit über 40 Vogel- und 12 Säugetierarten, die hier beheimatet sind, ist der Park ein wichtiges Biotop der Stadt.
Seit 1987 gibt es in Tula mit dem sogenannten Zooexotarium der Oblast Tula (Ту́льский областно́й зооэкзота́риум) ein öffentliches Aquarium, in dem der Besucher rund 420 lebende Reptilien von 50 Arten besichtigen kann, darunter verschiedene Schlangen, Krokodile, Echsen, Vogelspinnen und Schildkröten. Der Reptilienbestand des Zooexotariums ist in 40 Terrarien untergebracht, die sich auf vier Ausstellungsräume verteilen.

### Sport
Mit dem Velodrom Tula entstand 1896 die älteste Radrennbahn Russlands. Die größte Sportanlage der Stadt ist das Arsenal-Stadion (Стадио́н «Арсена́л») mit einer Gesamtfläche von 24 ha und einer 20.000 Zuschauerplätze umfassenden Arena. Das Stadion entstand 1908 und war ursprünglich nur für die Austragung von Radrennen bestimmt. Erst in den 1950er-Jahren kamen Pläne auf, die Radrennbahn zu einem Mehrzweck-Sportkomplex nach dem Vorbild des Moskauer Luschniki-Stadions auszubauen. Das Fußballfeld wurde 1959 fertiggestellt, 1966 kam eine Leichtathletik-Arena und 1972 eine Schwimmhalle hinzu. Seit 1994 werden im Stadion Heimspiele des Tulaer Fußballklubs Arsenal (seit 2007 unter dem Namen Oruscheinik auftretend) ausgetragen, der es zeitweise (zuerst in der Spielzeit 2014/15) in die höchste Liga des russischen Profifußballs geschafft hatte. Außerdem werden hier oft nationale und internationale Leichtathletik-Wettbewerbe veranstaltet, bei denen mehrmals herausragende Leistungen erzielt wurden, so unter anderem 1960 von Zdzisław Krzyszkowiak im Hindernislauf, 2000 von Jelena Prochorowa im Siebenkampf und von Olga Kusenkowa im Hammerwurf, 2003 von Julija Petschonkina im 400-Meter-Hürdenlauf (Weltrekord in 52,34 s), 2004 von Tatjana Lebedewa im Weitsprung und Natalja Nasarowa im 400-Meter-Lauf und 2005 von Tatjana Andrianowa im 800-Meter-Lauf.
Zu den weiteren Sportstätten Tulas gehören sieben kleinere Stadien und über 100 Sporthallen, außerdem gibt es in der Stadt drei Hallenbäder und zahlreiche kleinere Sportanlagen wie Fußball-, Basketball-, Volleyball- und Tennisplätze.

## Wirtschaft und Infrastruktur

### Wirtschaft
Tula ist eine der bedeutendsten Industriestädte im Föderationskreis Zentralrussland. In der Stadt sind insgesamt rund 80 verarbeitende Betriebe aktiv. Dabei spielen vor allem die Metallverarbeitung sowie der Maschinenbau eine Schlüsselrolle.

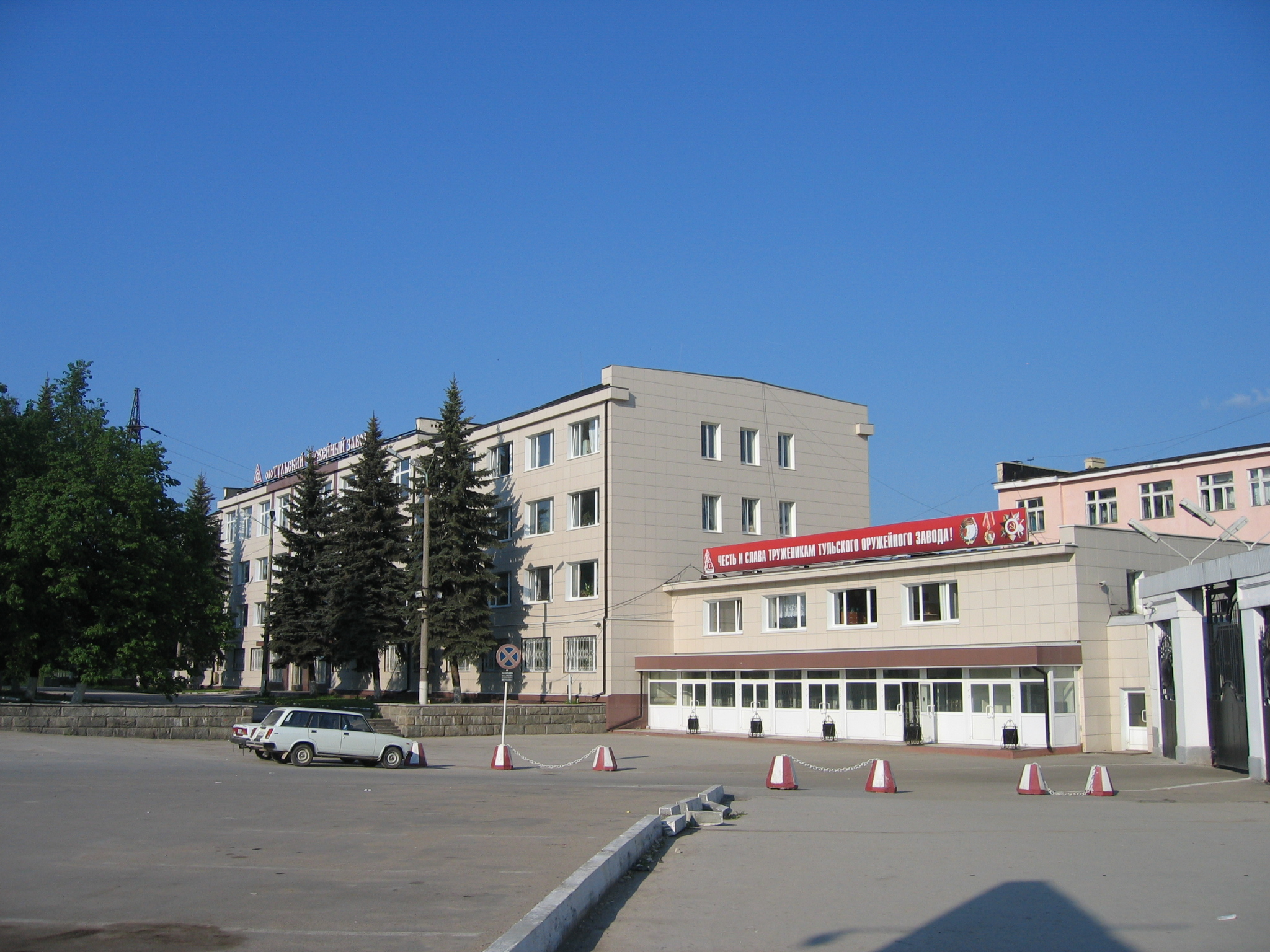
Ein Teil des Gebäudekomplexes des Tulaer Waffenwerks

Der bekannteste Industriebetrieb auf dem Stadtgebiet ist das Tulaer Waffenwerk. Es wurde 1712 gegründet (siehe hierzu den Abschnitt Geschichte) und ist seit 1993 eine Aktiengesellschaft. Heute erstreckt sich die Produktionspalette des Werks nicht nur auf Schusswaffen für den Militärbedarf – darunter auch das Modell AK-74 des Kalaschnikow-Sturmgewehrs –, sondern auch auf Sportwaffen und Jagdgewehre, aber auch Souvenirwaffen und Montagepistolen. Die Produktion des Rüstungswerks wird neben Russland und Nachfolgestaaten der ehemaligen Sowjetunion auch ins Ausland verkauft, unter anderem nach Deutschland, Finnland und Norwegen. Knapp 16 % der Produktion des Jahres 2009 wurde im Auftrag des russischen Staates hergestellt.
Ein weiteres wichtiges Unternehmen im Rüstungssektor der Stadt ist das Konstruktionsbüro für Gerätebau (KBP), das auf die Entwicklung verschiedener Waffen für den Armeebedarf spezialisiert ist. Es besteht seit 1927 und war ursprünglich eine Abteilung des Rüstungswerks, die ausschließlich für die Entwicklung von Kleinwaffen zuständig war. Heute ist das KBP ein eigenständiges staatliches Unternehmen mit einem Jahresumsatz von rund 400 Mio. Euro. Zu den bekanntesten hier entwickelten Waffen zählen unter anderem die Maschinenkanonen Grjasew-Schipunow GSch-23, Grjasew-Schipunow GSch-301, die Panzerabwehrsysteme 9K111 Fagot, 9K119 Refleks, 9K115-2 Metis-M, 9K135 Kornet und 9K121 Wichr, die präzisionsgelenkte Artilleriegranate Krasnopol, die Flugabwehrsysteme 2K22 Tunguska und 96K6 Panzir sowie der Schützenpanzer BMP-3.
Auch unter den übrigen Industriebetrieben in Tula sind Fabriken zur Aufbereitung und Verarbeitung von Metallen am stärksten vertreten. Zu nennen sind beispielsweise die 1880 gegründete Haushaltsgerätefabrik Stamp (heute auch ein bekannter Hersteller von Tulaer Samowaren), die 1897 gegründete Eisengießerei in der Vorstadtsiedlung Kossaja Gora, ferner rund 30 Maschinenbaubetriebe, die unter anderem Elektrik-Zubehör, Anlagen für Erdölraffinerien, Medizintechnik, Feuerlöscher, Telefongeräte, Elektroherde, Bautechnik oder Mähdrescher produzieren. Zu den weiteren Industrieanlagen Tulas gehören vier Chemiebetriebe, vier Holzverarbeitungsbetriebe, Fabriken zur Herstellung von Baumaterialien, Druckereien, Textilfabriken und die Fabrik Tulskaja Garmon zur Herstellung von Akkordeons. Auch gibt es in Tula insgesamt 13 Nahrungsmittelfabriken, unter ihnen eine Filiale der Baltika-Brauerei, eine Getränkefabrik des Wimm-Bill-Dann-Foods-Konzerns und zwei Süßwarenfabriken, die sich auch auf die Herstellung und russlandweite Vermarktung der Tulaer Lebkuchen spezialisieren.

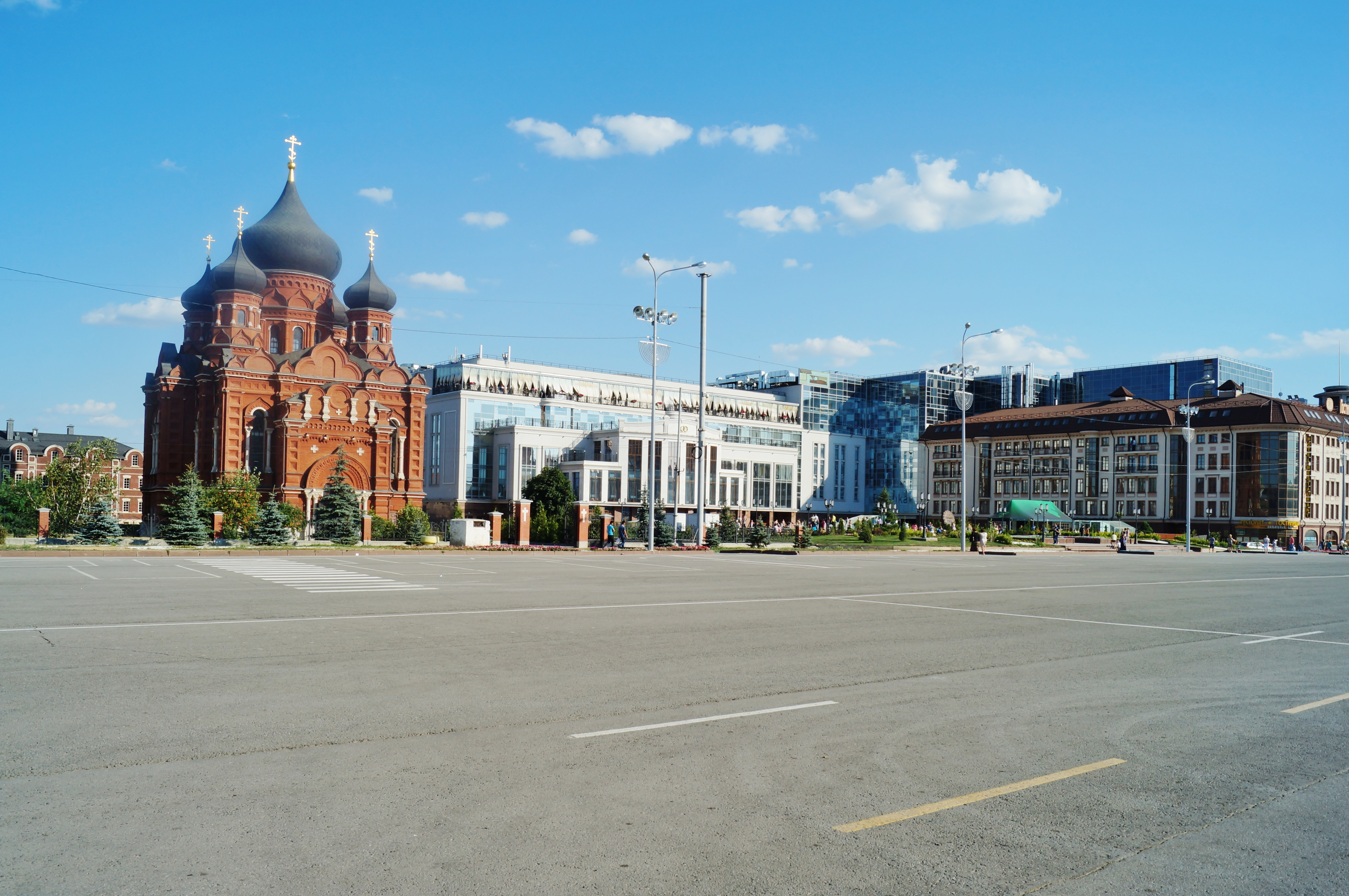
Zentrum Hof Sitz

Neben der Industrie spielt auch der Dienstleistungssektor und der Handel in Tula eine bedeutende Rolle. Seit 2005 hat das regionale russische Energieversorgungsunternehmen TGK-4, das aus dem Staatskonzern Unified Energy System ausgegliedert wurde, seinen Hauptsitz in Tula. Wie vielerorts in Russland, erlebte auch im Tulaer Gebiet der Einzelhandel in den 2000er-Jahren einen Boom. Vorwiegend in dieser Zeit entstanden in Tula mehrere große Einkaufszentren und diverse Gastronomiebetriebe verschiedener Preisklassen. Bedeutende russische Supermarktketten wie Perekrjostok, Ostrow, Magnit und Kopeika betreiben Läden in Tula, ebenso die international agierende Handelskette Spar, die es mittlerweile auf über 30 Märkte in der Oblast Tula gebracht hat. Einen Aufschwung erlebt in jüngster Zeit auch der Fremdenverkehr. Zu erwähnen ist schließlich, dass in Tula mehr als zehn Forschungsbetriebe und -institute beheimatet sind, die vorwiegend auf dem Gebiet des Maschinenbaus sowie der Informatik tätig sind.
Hinsichtlich der wirtschaftlichen Daten befindet sich die Oblast Tula – ähnlich den anderen zentralrussischen Gebieten – im unteren Mittelfeld im gesamtrussischen Vergleich. Nach Angaben der Tulaer Regionalabteilung des Russischen Föderalen Statistikamtes betrug im Oktober 2007 der Anstieg der industriellen Produktion der Oblast 7,8 % im Vergleich zum Oktober 2006 und die Inflationsrate für die gleiche Periode 14,2 %. Allerdings war später im Zuge der Wirtschaftskrise ab 2008 zeitweise ein erheblicher Rückgang der Produktion zu verzeichnen. Der durchschnittliche Bruttomonatslohn in der Oblast wurde für September 2010 mit 15.600 Rubel, also umgerechnet rund 390 Euro, ermittelt; der gesamtrussische Durchschnitt betrug für die gleiche Periode 21.376 Rubel.

### Verkehr
Der Lage unmittelbar am Verkehrsweg, der Moskau mit Regionen Südrusslands sowie mit Teilen der Ukraine verbindet, verdankt Tula seine Bedeutung als wichtiger Knotenpunkt des Straßen- und des Schienenverkehrs.

#### Straßen- und Flugverkehr
Tula liegt zwischen zwei wichtigen russischen Fernstraßen: der M2 von Moskau über Kursk nach Belgorod und der M4, die von Moskau über Lipezk und Woronesch bis nach Krasnodar und Noworossijsk am Schwarzen Meer führt. Es gibt außerdem Landstraßenverbindungen nach Alexin, nach Kaluga und in das nahe gelegene Kirejewsk. Innerhalb der Stadt sind die größten und damit wichtigsten Straßen insbesondere der Prospekt Lenina (zu deutsch Lenin-Prospekt), der die Innenstadt mit den südlichen Vorstädten verbindet, der Krasnoarmeiski-Prospekt (Prospekt der Roten Armee) und die Wenjowskoje Schosse (Wenjower Chaussee) im Norden der Stadt.
Bis 1992 gab es in Tula auch einen regionalen Verkehrsflughafen, der vor allem Kurzstreckenflüge bediente. Er wurde jedoch während der wirtschaftlichen Krise Anfang der 1990er-Jahre aus Geld- und Passagiermangel stillgelegt. Heute spielt der Flugverkehr in der Oblast Tula kaum eine Rolle, die nächstgelegenen internationalen Flughäfen befinden sich in Moskau. Gegenwärtig wird allerdings der Bau eines neuen Regionalflughafens in Tula in Erwägung gezogen.

#### Schienenverkehr

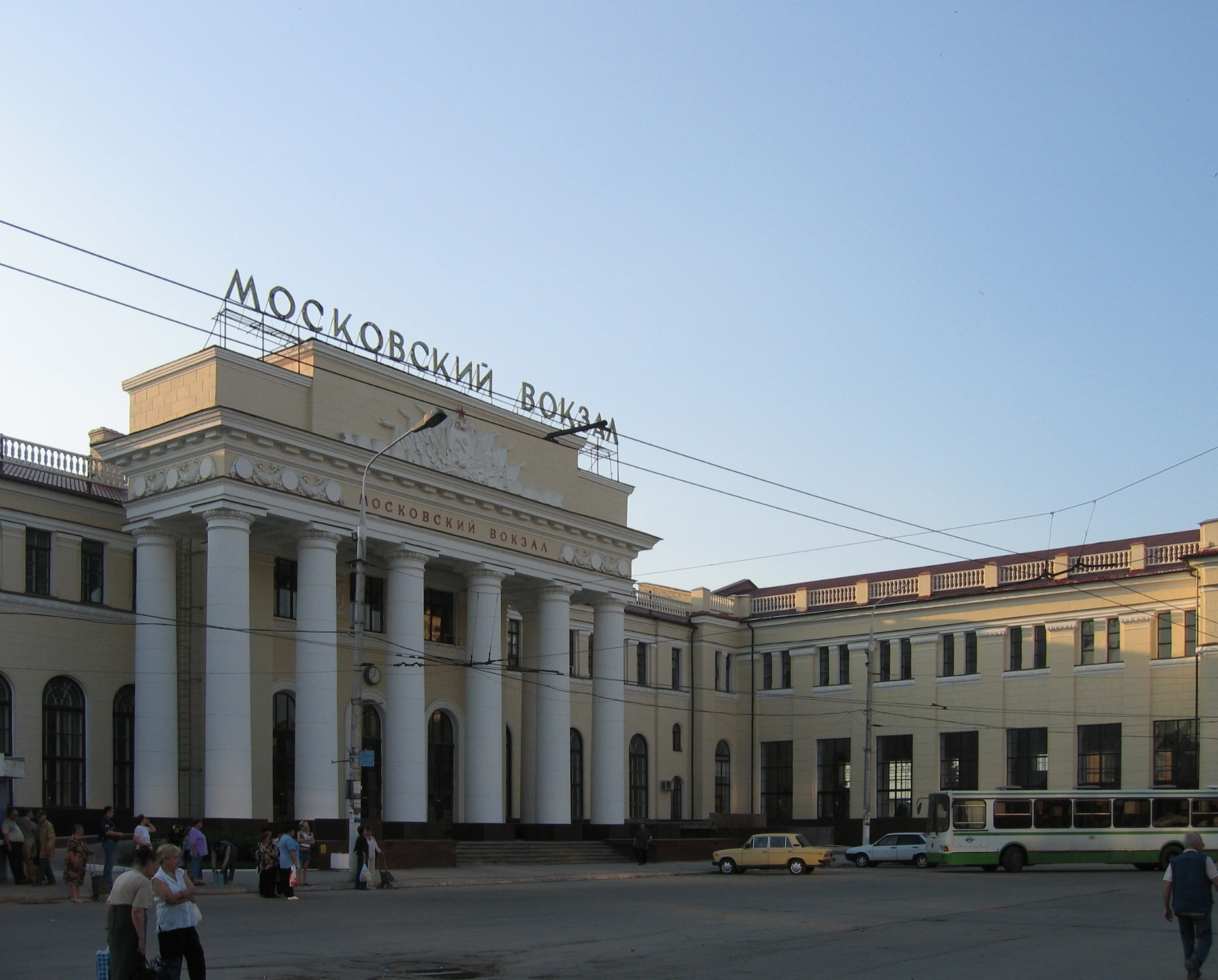
Das Empfangsgebäude des Moskauer Bahnhofs

In Tula kreuzen sich mehrere Eisenbahnlinien. Die wichtigste von ihnen ist die elektrifizierte Hauptstrecke Moskau–Orjol–Kursk–Belgorod, die vor allem von Fernzügen befahren wird. Der durch Tula verlaufende Teilabschnitt dieser Strecke von Serpuchow nach Orjol wurde im Jahre 1868 in Betrieb genommen (der Abschnitt von Moskau nach Serpuchow war drei Jahre früher fertiggestellt worden). Zeitgleich entstand an dieser Strecke westlich des historischen Zentrums Tulas der Moskauer Bahnhof (alternative, häufig in Fahrplanauskünften verwendete Bezeichnung: Tula-1), welcher bis heute der einzige Fernbahnhof der Stadt ist.
Heute werden vom Moskauer Bahnhof aus täglich zwischen 20 und 30 Zugpaare im Fern- und etwa ebenso viele im Nahverkehr abgefertigt. Es gibt direkte Fernzugverbindungen nach Moskau, Sankt Petersburg, Archangelsk, Murmansk, Perm, Kasan, Kirow, Rostow am Don, Sotschi, Kislowodsk und in zahlreiche andere russische Städte, außerdem nach Charkiw, Sewastopol, Donezk und Dnipro in der Ukraine. Direkte Nahverkehrszugverbindungen bestehen vor allem in benachbarte Städte der Tulaer Oblast wie Nowomoskowsk oder Schtschokino, außerdem nach Moskau (Kursker Bahnhof), Serpuchow, Orjol und Kaluga. Die Fahrzeit mit einem Nahverkehrszug von Tula bis Moskau beträgt je nach Zug zweieinhalb bis dreieinhalb Stunden.
Neben dem Moskauer Bahnhof gibt es innerhalb der Tulaer Stadtgrenzen vier kleinere Bahnhöfe, die ausschließlich von Nahverkehrszügen bedient werden. Die Hauptstrecke Moskau–Belgorod ist zudem die einzige elektrifizierte Eisenbahnstrecke in Tula. Bei den weiteren Bahnlinien, die durch die Stadt führen – etwa den Strecken nach Kaluga und Nowomoskowsk – handelt es sich um eher unbedeutende Nebenstrecken, die von dieselgetriebenen Zügen und Schienenbussen jeweils nur ein paarmal täglich befahren werden.
Ab 1905 wurde die Schmalspurbahn Tula–Lichwin betrieben, deren letzter Abschnitt 1996 eingestellt wurde.

#### Öffentlicher Personennahverkehr

##### Straßenbahn

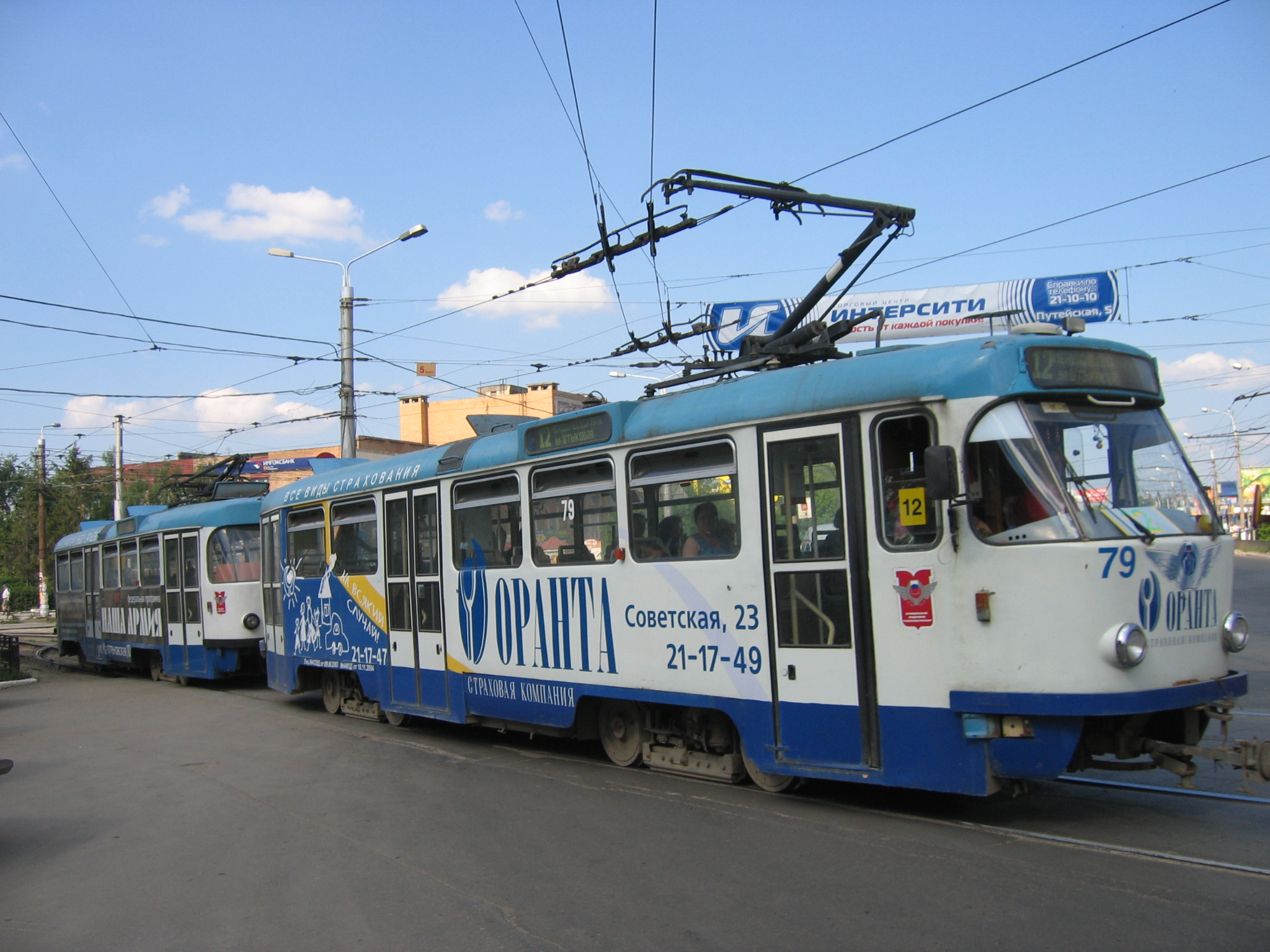
Eine 2005 von Nahverkehr Schwerin übernommene, 1993 modernisierte Tatra-Straßenbahn in Tula

Ein wichtiger Bestandteil des Tulaer Nahverkehrs ist die Straßenbahn der Stadt. Die erste Straßenbahnlinie Tulas, eine Verbindung zwischen dem Moskauer Bahnhof und der südlichen Vorstadt, wurde am 14. November 1927 nach einer Bauzeit von sieben Monaten eröffnet. Eine wichtige Rolle spielte der Straßenbahnverkehr der Stadt während der Kämpfe im Herbst 1941, als er vor allem für den Nachschubtransport genutzt wurde. Heute werden von zwei Fahrzeugdepots knapp über 150 Waggons in Einzel- und Doppeltraktionen betrieben, die auf insgesamt 11 Linien im Einsatz sind. Bei den meisten Waggons handelt es sich um Fahrzeuge des Typs Tatra T3, die noch in den 1980er-Jahren hergestellt wurden und heute als veraltet gelten, vor allem, da die Stadt Tula in den Zeiten des wirtschaftlichen Niedergangs der 1990er-Jahre kaum Geld für die Anschaffung neuer Fahrzeuge hatte. 2005 und 2006 konnte der Verschleiß des Fuhrparks durch die Anschaffung gebrauchter, aber modernisierter Tatra-Fahrzeuge aus Schwerin etwas gebremst werden, 2008 wurde der erste Waggon vom Typ PTMS 71-153 ausgeliefert. Die Fahrpreise für die Tulaer Straßenbahn sind für europäische Verhältnisse sehr niedrig: Anfang 2011 kostete der Fahrschein für eine beliebig lange einfache Fahrt 11 Rubel, damit umgerechnet rund 0,28 Euro.

##### Trolleybus

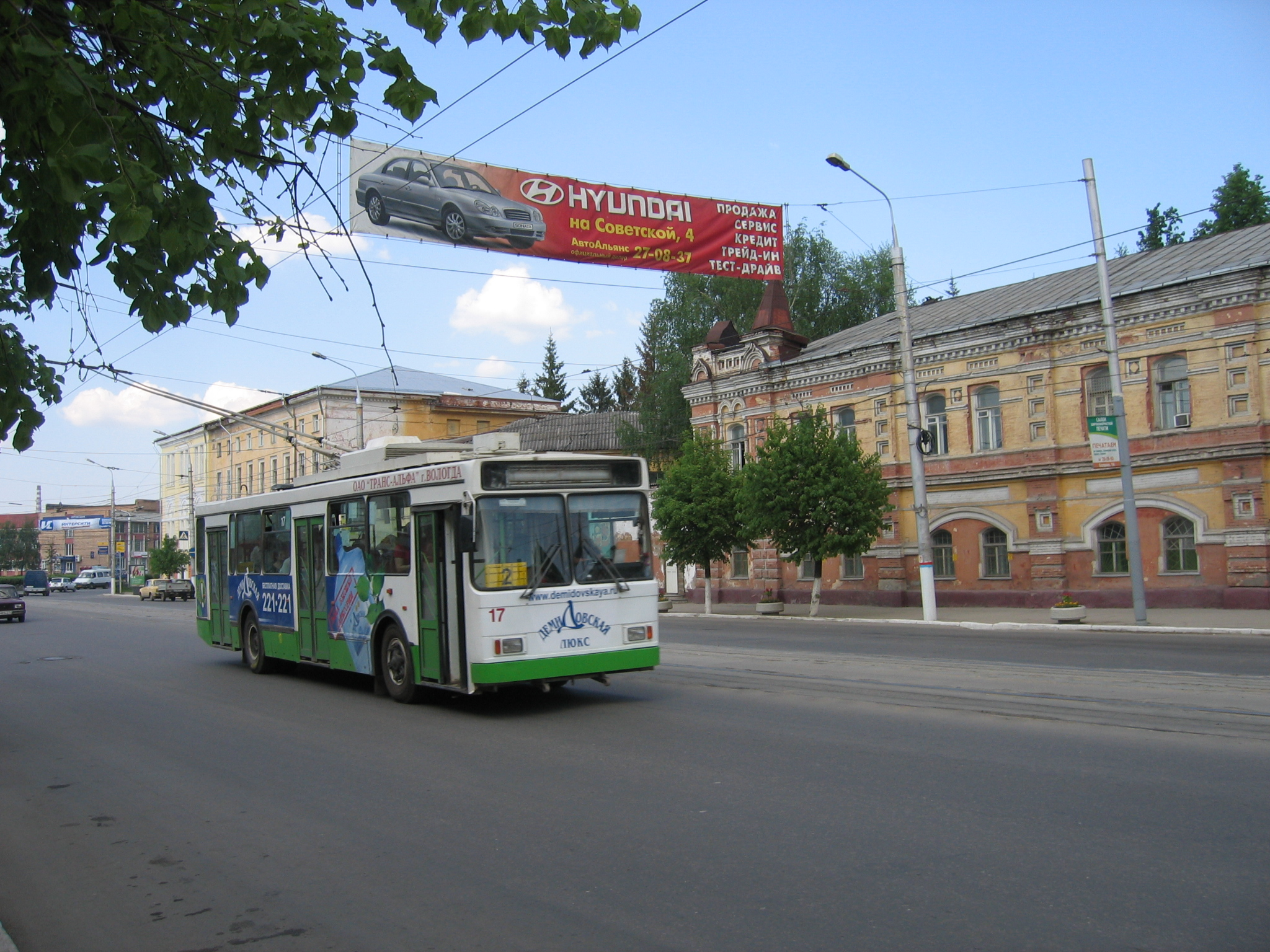
Ein O-Bus in Tula

Wie viele andere russische Großstädte verfügt auch Tula über ein Netz von Trolleybuslinien. Der Obusverkehr in Tula wurde am 4. November 1962 mit zunächst zwei Linien eröffnet. In den folgenden Jahrzehnten wurde das Netz kontinuierlich ausgebaut. Gegenwärtig besteht es aus neun Linien, auf denen 119 Fahrzeuge eingesetzt wurden. Alle Fahrzeuge stammen aus russischer Produktion, wobei der alte, teilweise noch aus Sowjetzeiten stammende Bestand seit Mitte der 2000er-Jahre zunehmend durch neue Fahrzeugtypen der Hersteller Trans-Alfa aus Wologda sowie Trolsa aus Engels ersetzt wird. Auch der Fahrpreis für den Trolleybus betrug Anfang 2011 in Tula 11 Rubel.

##### Weitere Verkehrsmittel
Der Straßenbahn- und Trolleybusverkehr in Tula wird ergänzt durch städtische Linienbusse sowie durch sogenannte Marschrutkas, also eine in Russland weit verbreitete Art von Sammeltaxis, die auf bestimmten Linienwegen – sowohl innerstädtisch als auch ins Umland – verkehren. Die Fahrpreise für die Marschrutkas sind in der Regel nur geringfügig teurer als die für Busse, Obusse und Straßenbahnen. Ein weiteres öffentliches Verkehrsmittel innerhalb Tulas sind die zwischen den fünf Bahnhöfen der Stadt verkehrenden Vorortzüge, die aber im innerstädtischen Verkehr nur eine unbedeutende Rolle spielen.

### Medien
Mit Gubernskije Wedomosti war im Januar 1838 die erste Regionalzeitung der Stadt Tula erschienen. Heute beläuft sich das Angebot an lokalen Printmedien der Stadt auf rund 20 Zeitungen und Zeitschriften, darunter die dreimal wöchentlich erscheinende Zeitung Tulskije Iswestija (Auflage: 6000 Exemplare), die Wochenzeitungen Sloboda (100.000 Exemplare), Tulskaja Panorama (30.160 Exemplare) und Tula (9800 Exemplare). Bedeutende Marktanteile haben auch Regionalausgaben der wichtigsten überregionalen russischen Zeitungen: Komsomolskaja Prawda (Auflage der Lokalausgabe Tula: 7000 Exemplare), Argumenty i Fakty (16.000 Exemplare), Moskowski Komsomolez (65.000 Exemplare) sowie die Kleinanzeigenblätter Moja Reklama (21.600 Exemplare) und Is ruk w ruki (7800 Exemplare).
Die elektronische Medienlandschaft besteht in Tula vor allem aus den wichtigsten überregionalen Fernsehsendern Perwy kanal, Rossija, TWZ und NTW. Der Sender Rossija bietet dabei für die Oblast Tula auch ein lokales Programm an. Ergänzt wird das Medienangebot der Stadt durch das Internet, darunter auch regionale Tulaer Webangebote wie die politische Internet-Zeitung pryaniki.org.
Die Sendeanlagen von Tula zur Verbreitung von UKW- und Fernsehprogrammen befinden sich bei 54° 8′ 27″ N, 37° 35′ 3″ O. Als Antennenträger kommen ein 1963/64 errichteter 180 m hoher freistehender Stahlfachwerkturm und ein 1975/76 errichteter 350 Meter hoher, abgespannter Stahlfachwerkmast zum Einsatz.

## Bildung
Verglichen mit anderen russischen Städten ähnlicher Größe, verfügt Tula über eine gut ausgebaute Infrastruktur an Bildungseinrichtungen. In der Stadt gibt es über 80 Schulen mit insgesamt rund 45.000 Kindern. Das Schulwesen Tulas beinhaltet sowohl allgemeinbildende Schulen als auch Gymnasien, Lyzeen oder Berufsschulen.
Die wichtigsten weiterführenden Bildungseinrichtungen in Tula sind die drei eigenständigen staatlichen Hochschulen der Stadt:

Logo der Universität Tula

- Die Staatliche Universität Tula (Ту́льский госуда́рственный университе́т / abgekürzt ТулГУ) ist mit gegenwärtig gut 17.000 Studierenden[33] die größte Hochschule der Stadt. Sie wurde im Jahre 1930 gegründet, ursprünglich als Mechanisches Institut Tula mit ausschließlich technischer Ausrichtung, wobei der Schwerpunkt auf der Metallverarbeitung lag. Den Status einer Volluniversität erhielt die Hochschule, die ihr Lehrangebot im Laufe der Jahrzehnte beträchtlich erweitert hatte, im Jahre 1995. Heute gibt es an der Staatlichen Universität Tula 12 Fakultäten – darunter neben technisch orientierten auch eine rechts-, eine wirtschaftswissenschaftliche und eine medizinische – mit insgesamt 70 Lehrstühlen.
- Die Staatliche Pädagogische Leo-Tolstoi-Universität Tula (Ту́льский госуда́рственный педагоги́ческий университе́т им. Л. Н. Толсто́го / abgekürzt ТГПУ) entstand 1938, zunächst als Staatliche Pädagogische Hochschule Tula. 1958 erhielt sie den Namenszusatz Leo Tolstoi anlässlich des 130. Geburtstags des Schriftstellers, und 1994 den Status einer pädagogischen Universität und ihren heutigen offiziellen Namen. Heute zählt sie rund 6500 Studierende[34] und besteht aus neun Fachbereichen.
- Die älteste Hochschule Tulas ist das Technische Artillerieinstitut Tula (Ту́льский артиллери́йский инжене́рный институ́т / abgekürzt ТАИИ). Es wurde als Tulaer Waffenschule per Erlass des Zaren Alexander II. am 15. Juli 1869 gegründet und sollte vor allem Nachwuchsingenieure für die Waffenfabrik vorbereiten. Später wurde das Lehrangebot auf militärische Offiziersausbildung ausgeweitet. Seinen heutigen Namen erhielt das Institut 1998.

Das Hochschulangebot in Tula wird zusätzlich durch Filialen einiger staatlicher und privater, vorwiegend Moskauer Hochschulen ergänzt, darunter die folgenden:
- Filiale der Moskauer Universität des Innenministeriums Russlands
- Filiale der Staatlichen Moskauer Universität für Kunst und Kultur
- Filiale der Staatlichen Handelsuniversität Moskau
- Filiale des Allrussischen Ferninstituts für Finanzen und Ökonomie
- Regionalfiliale Tula der Russischen Akademie für Recht
- Filiale der Russischen Internationalen Akademie für Tourismus
- Saokski-Hochschule der Siebenten-Tags-Adventisten
- Tulaer Universität (TIEI)[35]

## Militär
In Tula ist die 106. Garde-Luftlande-Division der russischen Luftlandetruppen stationiert.

## Persönlichkeiten

### Söhne und Töchter der Stadt (Auswahl)
- Nikita Demidow (1656–1725), Industrieller
- Konstantin Uschinski (1824–1871), Pädagoge
- Gleb Uspenski (1843–1902), Schriftsteller
- Wikenti Weressajew (1867–1945), Schriftsteller
- Pjotr Suschkin (1868–1928), Zoologe, Biogeograf und Paläontologe
- Wladimir Basarow (1874–1939), Philosoph
- Wassili Degtjarjow (1880–1949), Waffenkonstrukteur
- Walentin Kamenski (1907–1975), Architekt und Stadtplaner
- Konstantin Rudnew (1911–1980), Politiker
- Algirdas Julien Greimas (1917–1992), Linguist und Semiotiker
- German Galynin (1922–1966), Komponist
- Juri Orechow (1927–2001), sowjetisch-russischer Bildhauer
- Waleri Legassow (1936–1988), Chemiker
- Waleri Poljakow (1942–2022), Arzt und Kosmonaut
- Wladimir Maschkow (* 1963), Schauspieler
- Irina Kirillowa (* 1965), Volleyballspielerin
- Olga Nasarowa (* 1965), Sprinterin und Olympiasiegerin
- Irina Rodina (* 1973), Judoka
- Juri Afonin (* 1977), Politiker
- Michail Timoschin (* 1980), Radrennfahrer
- Jelena Saweljewa (* 1984), Boxerin
- Jelena Possewina (* 1986), rhythmische Sportgymnastin und zweifache Olympiasiegerin
- Alexei Worobjow (* 1988), Sänger und Schauspieler
- Igor Frolow (* 1990), Straßenradrennfahrer
- Andrei Kusnezow (* 1991), Tennisspieler
- Jekaterina Gnidenko (* 1992), Radrennfahrerin
- Nikita Schurschin (* 1993), Bahnradsportler
- Tatjana Kisseljowa (* 1996), Radsportlerin
- Ilja Kuleschin (* 2000), Fußballspieler
- Daniil Pawlow (* 2002), Fußballspieler

### Personen mit Beziehung zur Stadt Tula
- Pseudodimitri I. (?–1606), selbsternannter Zar, residierte 1605 zwischenzeitlich in Tula auf seinem Weg nach Moskau
- Iwan Bolotnikow (?–1608), Anführer eines Bauernaufstandes, hielt sich mit seinem Heer 1607 monatelang im Tulaer Kreml auf
- Wassili Schukowski (1783–1852), Dichter, ging in den 1790er-Jahren auf eine Volksschule in Tula
- Nikolai Murawjow-Amurski (1809–1881), amtierender Militärgouverneur von Tula von 1846 bis 1847
- Michail Saltykow-Schtschedrin (1826–1889), Schriftsteller und Satiriker, arbeitete von 1866 bis 1867 in Tula
- Leo Tolstoi (1828–1910), berühmter Schriftsteller, lebte in Jasnaja Poljana nahe Tula
- Sergei Mossin (1849–1902), Waffenkonstrukteur (u. a. Mosin-Nagant), arbeitete in der Tulaer Waffenfabrik und starb in Tula
- Dmitri Parski (1866–1921), General
- Fjodor Tokarew (1871–1968), Waffenkonstrukteur am Konstruktionsbüro für Gerätebau (u. a. Tokarew TT-33)
- Dmitri Uljanow (1874–1943), Politiker und Revolutionär, Lenins jüngerer Bruder, 1903 in Tula politisch aktiv
- Michail Beresin (1906–1950), Waffenkonstrukteur (u. a. Beresin UB), lebte von 1935 bis zu seinem Tod in Tula und arbeitete in der Waffenfabrik und im Konstruktionsbüro für Gerätebau
- Boris Safonow (1915–1942), Kampfpilot, ging in Tula zur Schule
- Igor Stetschkin (1922–2001), Waffenkonstrukteur
- Alexei Suetin (1926–2001), Schachgroßmeister, wuchs in Tula auf
- Jewgeni Chrunow (1933–2000), Kosmonaut, Ehrenbürger von Tula
- Alexander Lebed (1950–2002), Armeegeneral und Politiker, leitete von 1988 bis 1991 die Tulaer Fallschirmjägerdivision und kandidierte bei den Dumawahlen 1995 für den Wahlkreis Tula
- Anatoli Karpow (* 1951), Schachgroßmeister, Ehrenbürger von Tula[36]
- Sergei Saljotin (* 1962), Kosmonaut